# El Greco

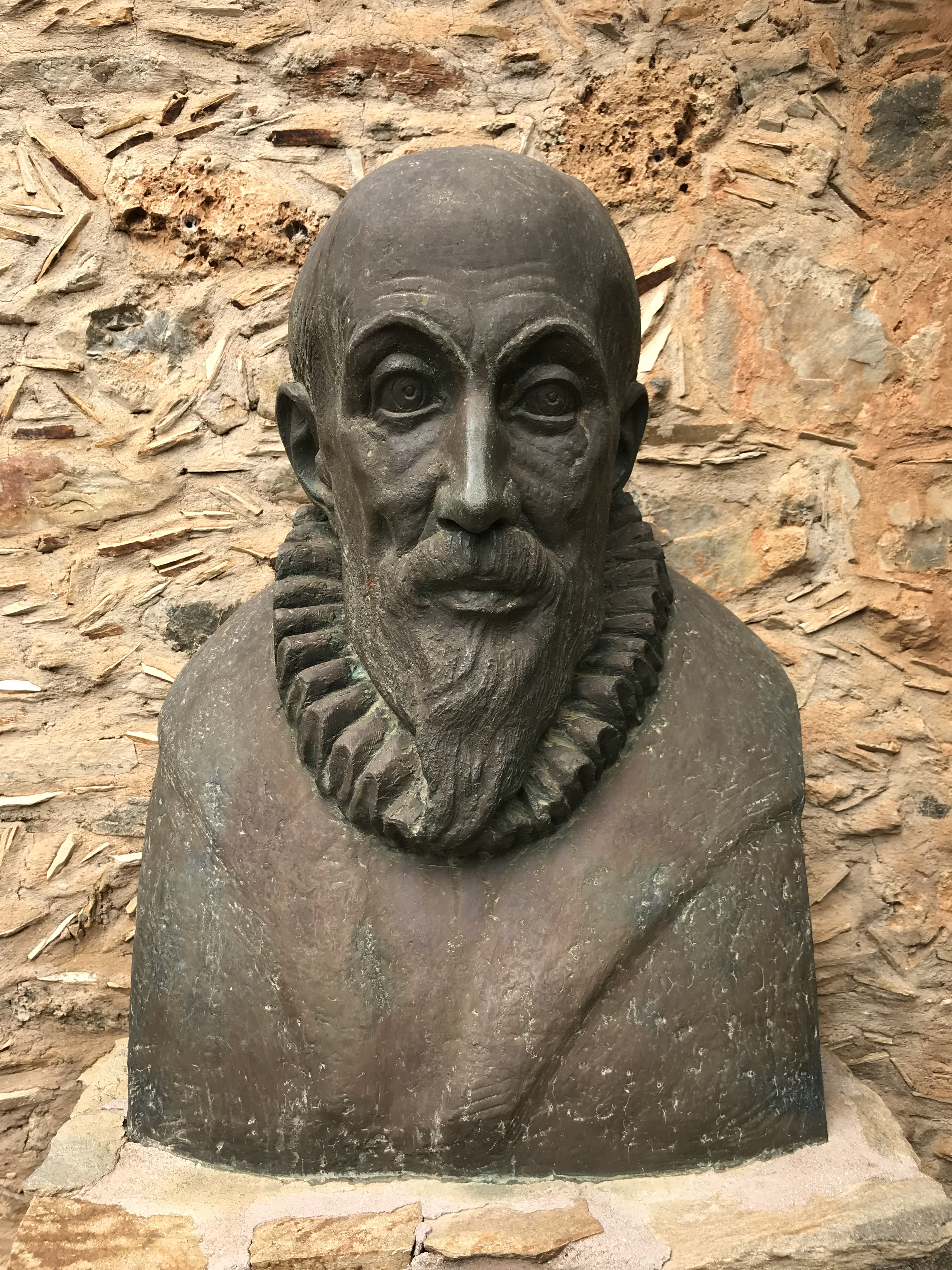
N. Perantinos: Büste El Greco, Fodele auf Kreta, 1982

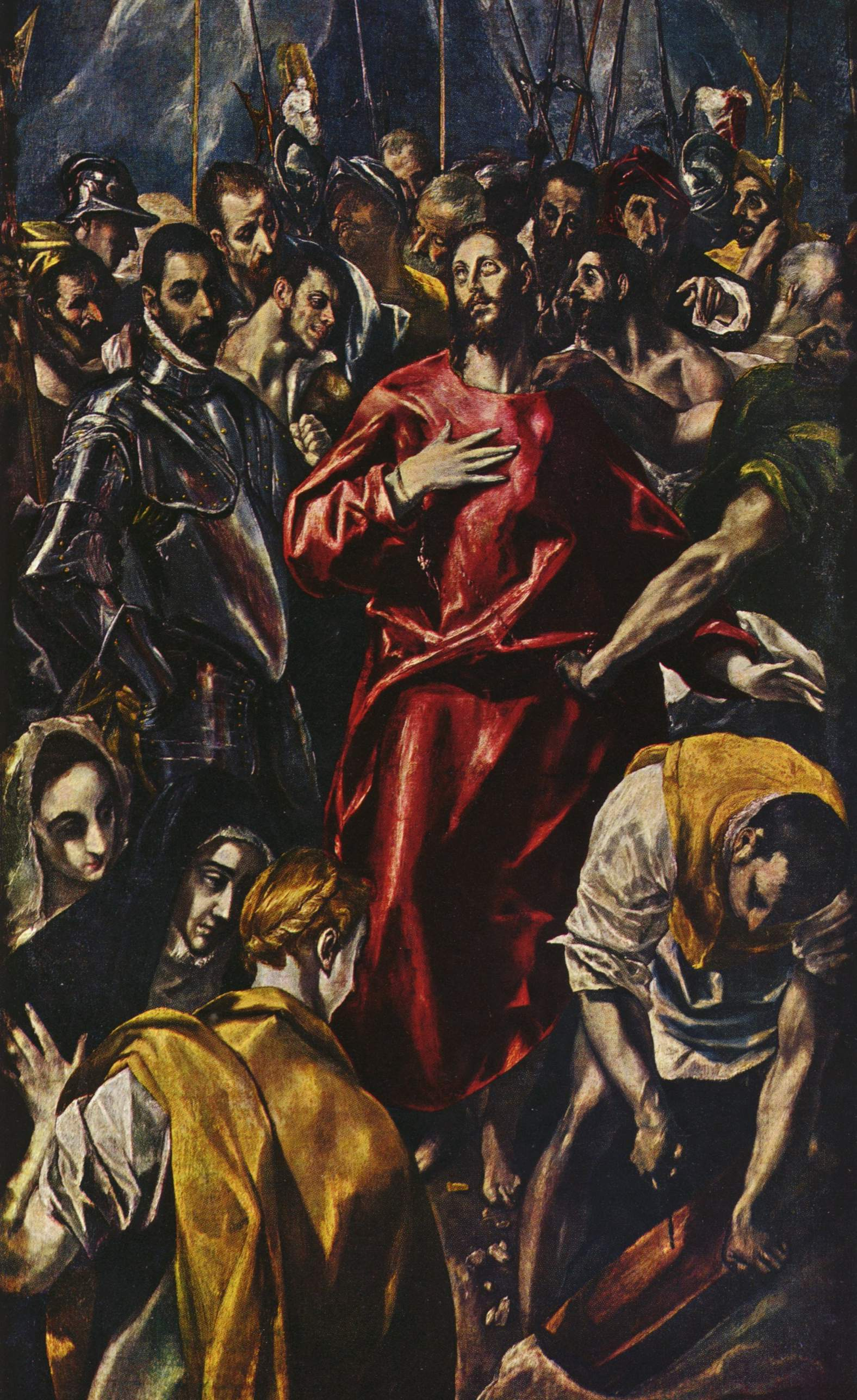
El Greco und Werkstatt, Entkleidung Christi, 165 × 99 cm, Öl auf Leinwand, 1590–1595, Alte Pinakothek in München

El Greco (spanisch el ‚der‘, italienisch Greco ‚Grieche‘; * um 1541 in Candia auf Kreta; † 7. April 1614 in Toledo); eigentlich Domínikos Theotokópoulos, (griechisch Δομήνικος Θεοτοκόπουλος) war ein Maler griechischer Herkunft und Hauptmeister des spanischen Manierismus und der ausklingenden Renaissance. Er war auch als Bildhauer und Architekt tätig. Seine künstlerische Arbeit begann auf Kreta mit der Ausbildung zum Ikonenmaler in der byzantinischen Tradition. Er siedelte nach Venedig über und kam mit der Kunst Tizians in Berührung, bevor er sich in Rom niederließ. Anschließend gelangte El Greco auf ungeklärte Weise nach Spanien und zog nach Toledo. Trotz einiger Konflikte konnte er sich dort durchsetzen und blieb bis zu seinem Lebensende.
El Greco malte hauptsächlich Bilder mit religiösen Themen und Porträts. Hinzu kommen einige wenige Landschaften und Genrebilder. In Venedig und Rom adaptierte er westliche Bildthemen und künstlerische Techniken. So wandte er sich der Ölmalerei und Leinwänden als Malgrund zu. Gegen Ende seines Italienaufenthalts fand El Greco zu einer starken Körperlichkeit seiner Figuren, was sich in Spanien fortsetzte. Dort arbeitete er an großen Altarprojekten und fertigte Porträts einflussreicher Personen an. Für seine Altarbilder entwarf El Greco oft auch das architektonische Rahmenwerk. Seine Malerei entwickelte sich weg vom Naturalismus hin zu einem Individualstil, indem er versuchte, einen neuen Ausdruck für spirituelle Phänomene zu suchen, und sich in seinem Spätwerk zunehmend auch wieder auf seine Herkunft als Ikonenmaler bezog. El Greco bereicherte die katholische Bilderwelt um neue Themen und um eine Neuinterpretation bekannter Ikonographien. Seine Kunst wurde weniger vom Adel gefördert, sondern von Intellektuellen, Geistlichen und Humanisten unterstützt.
Die Rezeption El Grecos fiel über die Zeit sehr unterschiedlich aus. Mit seinem Individualstil ging er einen sehr eigenen Weg, der von der Entwicklung der Malerei in Spanien weitestgehend unabhängig war. Nach seinem Tod wurde seiner Kunst wenig Wertschätzung zuteil und sie wurde zum Teil gar nicht beachtet. Eine langsame Wiederentdeckung El Grecos setzte im 19. Jahrhundert ein, um 1900 hatte er dann seinen Durchbruch. Dieser war weniger von der Kunstwissenschaft getragen, sondern von Schriftstellern, der Kunstkritik und der künstlerischen Avantgarde. Er wurde von Künstlern der Moderne, besonders des Expressionismus, als ein wichtiger Bezugspunkt gesehen und in Werken rezipiert. Zudem wurde er von spanischen Künstlern und Intellektuellen zur Stärkung der nationalen Identität herangezogen.

## Leben

### Kindheit und Berufsbeginn

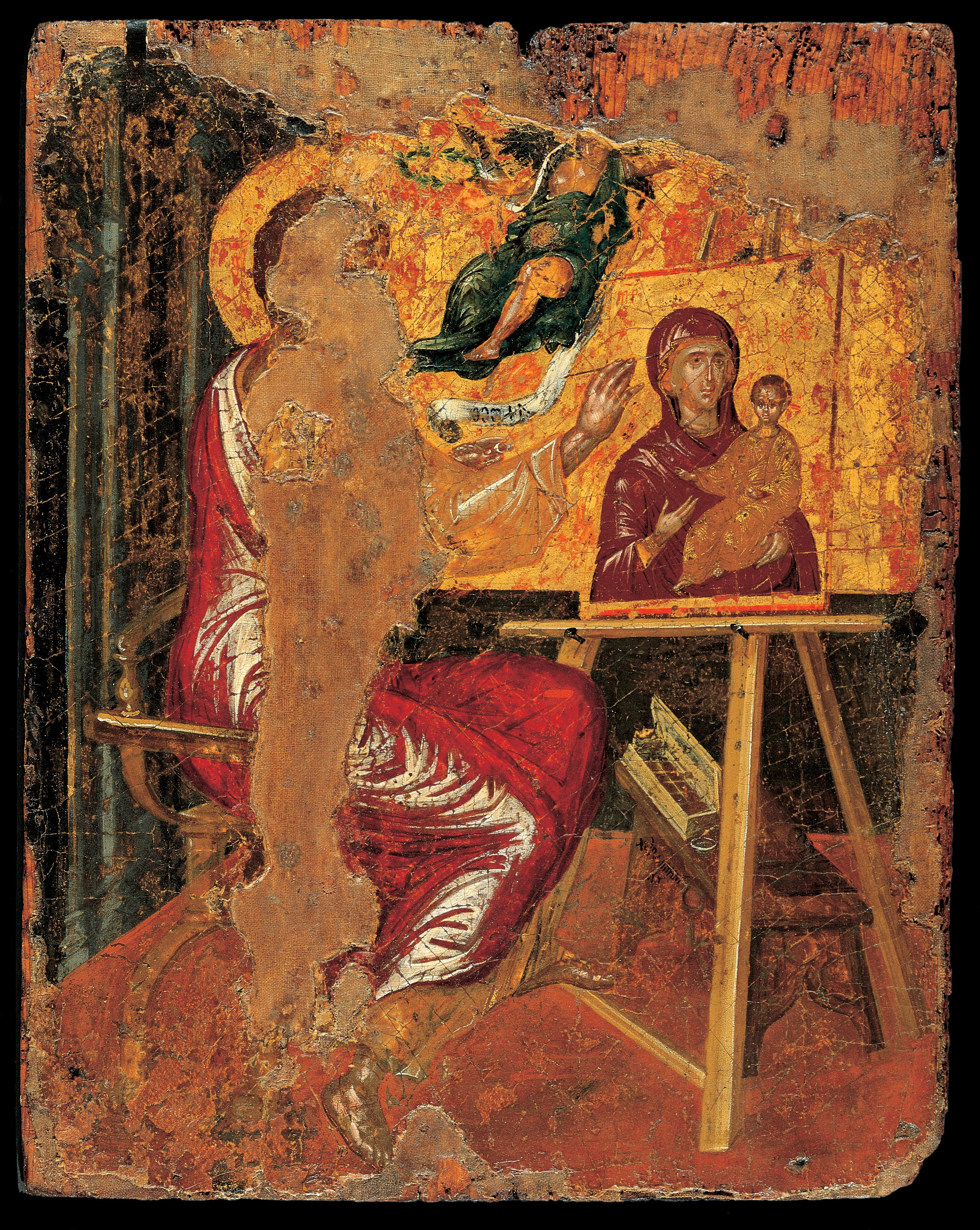
El Greco, Der heilige Lukas malt eine Ikone der Jungfrau mit dem Kind, 41,6 × 33 cm, Tempera und Gold auf Holz, 1560–1567, Benaki-Museum in Athen

Domenikos Theotokopoulos, genannt ‚El Greco‘, wurde Ende 1540 oder im Jahr 1541 in Candia geboren, der damaligen Hauptstadt der Insel Kreta, heute Heraklion. Auch das 20 km entfernte Fodele beansprucht, der Geburtsort des Künstlers zu sein. Diese These ist aber heute widerlegt. Sein Geburtsjahr ergibt sich aus einem Dokument aus dem Jahr 1606, in dem sich El Greco als 65 Jahre alt bezeichnete. Kreta gehörte zur Zeit seiner Geburt zur Republik Venedig, für die sein Vater Georgios Theotokopoulos als staatlicher Steuereintreiber tätig war. Der Vater war zudem Händler, wie auch der ältere Bruder des Künstlers, Manoussos, der außerdem Seefahrer war. Die Familie stammte ursprünglich nicht aus Candia, wahrscheinlich wanderte der Vater in den späten 1520er-Jahren aus der Region um Chania ein. Weder über die Mutter El Grecos noch über seine erste griechische Ehefrau sind irgendwelche Informationen überliefert. Auch über die Kindheit El Grecos ist nichts bekannt. Die Familie gehörte zur Mittelklasse der Insel.
Da in Candia die orthodoxe und die lateinische Kirche nebeneinander bestanden, ist es bis heute nicht klar, welcher der beiden Konfessionen die Familie El Grecos angehörte. Auf Kreta gab es eine Schule für Ikonenmalerei, die orthodoxe Tradition mit westlichen, über Druckgraphik aus Venedig auf die Insel gelangten Einflüssen verband. Die kretischen Werkstätten waren sowohl im östlichen Mittelmeerraum als auch in Venedig beliebt. In einer dieser Werkstätten erhielt El Greco seine künstlerische Ausbildung in der Tradition der kretischen Schule. Im Jahre 1563 wurde er in einem Dokument als Meister der Ikonenmalerei bezeichnet. Er muss ein anerkannter Künstler gewesen sein, denn 1565 schätzte der kretische Ikonenmaler Georgios Klontzas eine Passion Christi von ihm auf den hohen Preis von 70 Dukaten. Der zweite Gutachter, ein Priester, schlug sogar 80 Dukaten als Preis vor. Der Preis von 70 Dukaten lag in dem Bereich, der zu dieser Zeit für Bilder venezianischer Meister wie Tintoretto bezahlt wurde. Mit dieser preislichen Bewertung geht die Annahme einher, dass El Greco bereits vor seiner Abreise nach Venedig der am stärksten geschätzte Maler Kretas war, denn durchschnittlich erzielten die Künstler in Candia deutlich geringere Preise als Venezianer.
Das früheste heute noch bekannte und von El Greco mit seinem bürgerlichen Namen signierte Werk ist ein Motiv der Entschlafung Mariens. Das 1567 gemalte Bild hängt seit etwa 1850 in der gleichnamigen Kirche von Ermoupoli auf der Insel Syros.

### Aufenthalt in Italien
1568 war El Greco in Venedig anwesend, was durch einen Brief vom 18. August 1568 belegt ist. Darin teilt er mit, dass er Zeichnungen an den griechischen Kartographen Giorgio Sideris, genannt Calapodas, geschickt habe. Sideris gehörte zu jenen Intellektuellen, die den langsamen Aufstieg El Grecos unterstützt hatten. Es ist möglich, dass der Kartograph sogar den Anstoß für die Übersiedlung nach Venedig gegeben hat. In der Forschung wird angenommen, dass El Greco bereits im Frühjahr oder Sommer des Jahres 1567 nach Venedig aufgebrochen war.
Er hielt sich in Venedig drei Jahre lang auf und malte dort zahlreiche Bilder. Sie verbindet vor allem, dass El Greco sich den einheimischen Künstlern wie Jacopo Bassano, Jacopo Tintoretto und Tizian annäherte. An die Stelle des Goldgrundes setzte El Greco nun einen perspektivischen Raum, wobei er etwa auf Architekturtraktate wie das von Sebastiano Serlio zurückgriff. Zudem gab er die Temperamalerei auf, wandte sich der im Westen seit Jan van Eyck verbreiteten Ölmalerei zu und begann, Leinwände als Bildträger zu verwenden. Dennoch legte er bis zu seinem Lebensende viele seiner Gemälde noch mit Temperafarben an, vollendete sie dann jedoch mit Ölfarben. Für die Lichtgestaltung und Farbwahl El Grecos war der Aufenthalt in Venedig prägend.
Im Jahre 1570 wies der Miniaturmaler Giulio Clovio seinen Mäzen Alessandro Farnese in Rom auf ein heute verlorenes Selbstporträt El Grecos hin, das die römischen Künstler erstaunt hätte, und empfahl, den Künstler im Palazzo Farnese in Caprarola aufzunehmen. Er legte El Greco seinem Mäzen als Schüler Tizians ans Herz. Dieser malte daraufhin ein Porträt Clovios, das vielleicht als Gegenleistung für die Empfehlung gedacht war. Im Palazzo Farnese lernte er etwa den bedeutenden Humanisten und Bibliothekar Fulvio Orsini kennen, in dessen Sammlung sich später sieben Werke El Grecos befanden. Möglicherweise lernte er über Orsinis Freund Pedro Chacón zudem den kirchlichen Würdenträger Luis de Castilla aus Spanien kennen, mit dem El Greco in der Folge eine enge Freundschaft verband.
Im Haus der Farnese war El Greco wenig beansprucht, da dort vor allem Freskomaler gebraucht wurden. Zwar wurde die Mitarbeit eines griechischen Malers an den Fresken überliefert, es lässt sich ihm aber kein Werk zuordnen. El Greco suchte sich mit seinem verlorenen Selbstporträt, dem Porträt Clovios und weiteren Werken seine eigene Marktnische als Bildnismaler. Mit innovativen Bildnissen und anderen Bildexperimenten wie dem Genrebild eines eine Kerze entzündenden Jungen machte er sich einen Namen in den Kreisen römischer Gelehrter und Intellektueller. Auch suchte er in anderen Gattungen nach Anerkennung, musste sich in Rom jedoch der Konkurrenz vieler hochrangiger Maler stellen, die in der Tradition Michelangelos wirkten. Um sich abzusetzen und seine Fremdheit als Stärke zur Geltung zu bringen, berief sich El Greco auf Tizian. In diesem Kontext steht auch die von Mancini überlieferte Anekdote, nach der El Greco dem Papst angeboten habe, das kritisierte Jüngste Gericht von Michelangelo in der Sixtinischen Kapelle zu übermalen. Daraufhin habe er aufgrund der Kritik der römischen Maler die Stadt verlassen müssen.
El Greco wurde aus dem Haus Farnese entlassen und beschloss, eigene Wege in Rom zu gehen. Am 18. September 1572 entrichtete er die zwei Scudi Aufnahmegebühr und trat somit der römischen Lukasgilde unter dem Namen Dominico Greco bei. Er eröffnete in der Folge eine eigene Werkstatt in Rom, wobei er zuerst von dem Sieneser Maler Lattanzio Bonastri da Lucignano unterstützt wurde. Etwas später trat Francesco Prevoste, der El Greco später nach Spanien begleitete, der Werkstatt bei. Über die Zeit von September 1572 bis zum Oktober 1576 liegen keine Dokumente vor, die Hinweise geben könnten, was El Greco in dieser Zeitspanne tat. Auch weshalb er Italien verließ, ist nicht bekannt.

### Erste Jahre in Spanien

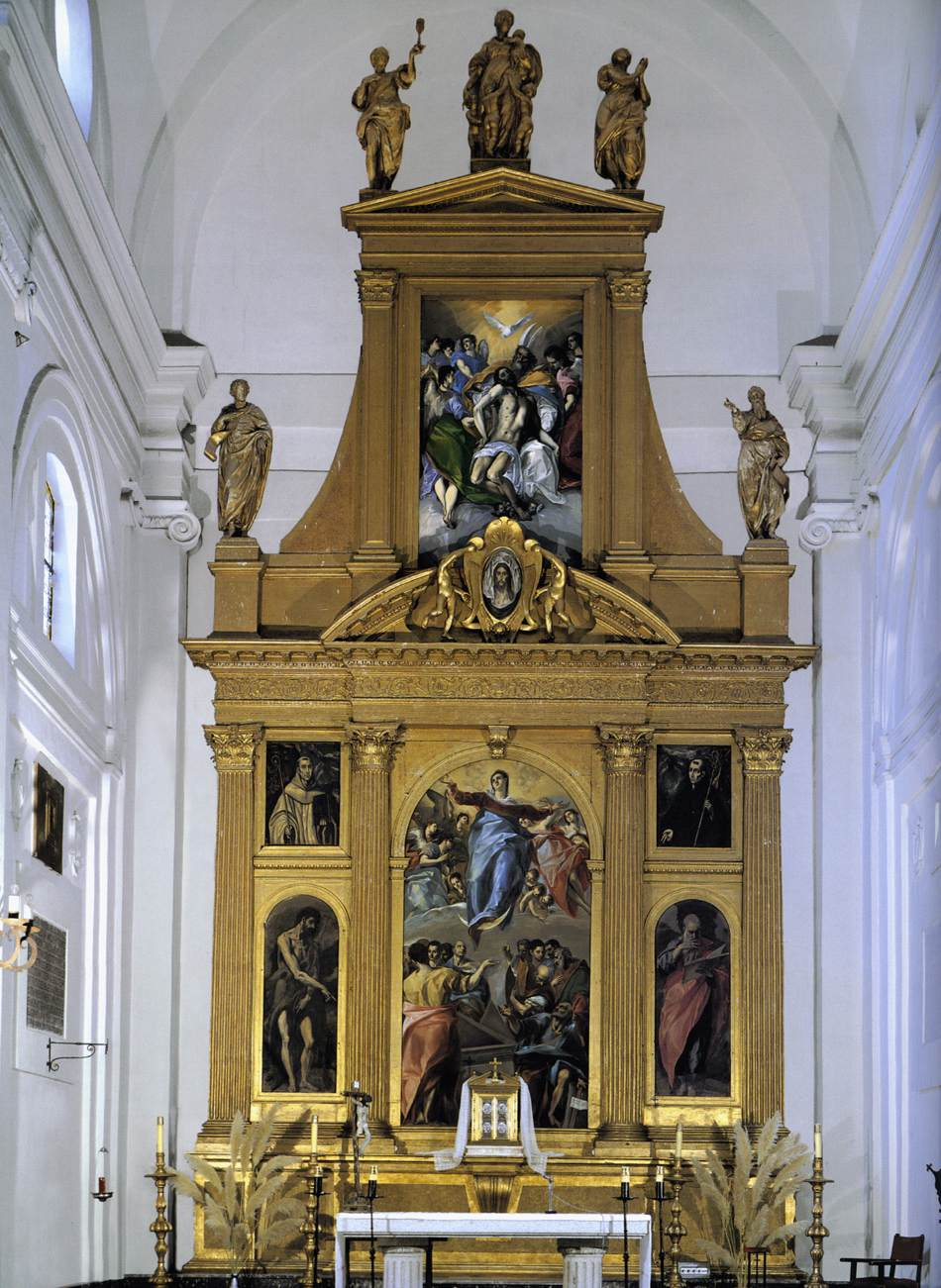
Der Hauptaltar im Kloster des Hl. Dominikus von Silos in Toledo

Für den Oktober 1576 ist die Anwesenheit El Grecos in Spanien nachgewiesen – wie er dorthin gelangte, ist nicht bekannt. Zwischen Rom und Spanien bestanden damals enge Kontakte. In Rom hielten sich viele Spanier auf, und zahlreiche italienische Künstler zog es auf die Iberische Halbinsel. Während seines Aufenthaltes bei den Farneses konnte El Greco Kontakte zu Spaniern wie zum Beispiel Luis de Castilla knüpfen. Über de Castilla erhielt El Greco mehrere Aufträge in Toledo, vor allem in der Anfangszeit seines Spanienaufenthaltes. Bevor er nach Toledo kam, hielt er sich wahrscheinlich kurzzeitig in Madrid auf, wo er sich eine Anstellung am Hof erhoffte. Genauere Informationen zu dieser Station existieren aber nicht. Auf Vermittlung von Diego de Castilla, dem Vater seines Freundes und Dekan der Kathedrale, schuf er einen Altar für die Zisterzienserinnenabtei Santo Domingo de Silos in Toledo. Er gestaltete nicht nur das Bildprogramm, das mit der leiblichen Aufnahme Mariens in den Himmel als zentralem Bild zur Begräbniskapelle passte, sondern entwarf auch die Architektur des Retabels, seines plastischen Schmucks und des Tabernakels.
Ebenfalls auf Vermittlung Diego de Castillas hin, der aber in diesem Fall nicht allein verantwortlich war, malte El Greco Christus wird seiner Kleider beraubt für die Kathedrale von Toledo. Dabei kam es zum Konflikt um den Preis und die Gestaltung des Gemäldes, wie es ihn in der Folge auch bei weiteren Gemälden gab. Der Gemäldepreis wurde in Spanien zu dieser Zeit nach Vollendung des Gemäldes durch vom Künstler und vom Auftraggeber beauftragte Gutachter festgesetzt. El Grecos Vertreter schlug den hohen Preis von 900 Dukaten vor, während die Vertreter der Kathedrale nur 227 Dukaten zahlen wollten. Die große Abweichung wurde damit erklärt, dass es Kritik am Bild gegeben habe. Üblicherweise hätte El Greco die Kritik nacharbeiten müssen, er weigerte sich jedoch, weil er sich als Schöpfer seiner Werke und nicht als bloßes ausführendes Organ seiner Auftraggeber sah. Der Konflikt ergab sich somit aus der unterschiedlichen sozialen Stellung des Malers in Italien und Spanien. Im September 1579 gab es in diesem Streitfall eine erste Einigung auf 317 Dukaten, die jedoch nicht lange hielt. 1585 gab es einen weiteren Kompromiss, nach dem El Greco auch den Rahmen gestalten sollte. Zwei Jahre später wurde nun der neue Preis von 535 Dukaten für Bild und Rahmen ausgehandelt. Dass der Rahmen in diesem Zusammenhang höher bewertet wurde als das Gemälde, lag in dem gegenüber der Malerei höheren Status der Skulptur im Spanien dieser Zeit. An der Ikonographie des Bildes veränderte El Greco im Laufe dieser Zeit nichts, obwohl das Bild weiterhin in der Hauptkirche des Bistums hing.

### Erfolgloses Streben an den Hof und Kontakte zur Inquisition

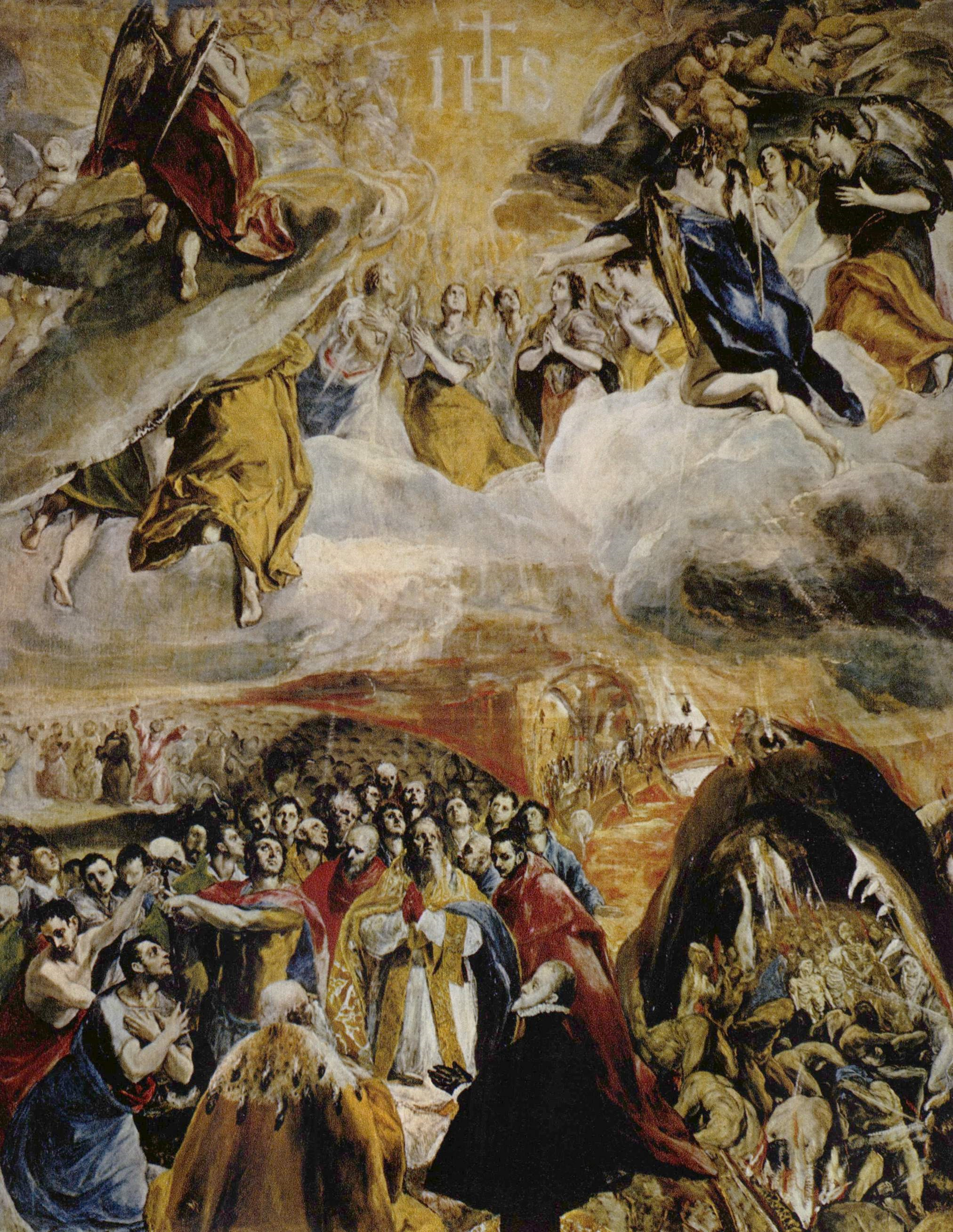
El Greco, Anbetung des Namens Jesu, 140 × 110 cm, Öl auf Leinwand, 1577–1579, El Escorial.

Zwischen 1577 und 1579 malte El Greco die Anbetung des Namens Jesu, mit der er sich bei König Philipp II. empfehlen wollte. In diesem Bild brachte er den König direkt als Figur ein. Im Jahr 1578 bekam er mit seiner Lebensgefährtin Jerónima de las Cuevas, über die kaum Informationen überliefert sind, einen Sohn, der nach seinem Vater und Bruder Jorge Manuel genannt wurde. Die neuere Forschung zu El Greco geht davon aus, dass Jerónima de las Cuevas wahrscheinlich eher aus einer Handwerker-Familie und nicht, wie oft angenommen, aus dem Adel stammte. Die Beziehung dauerte nicht lange, da Jerónima de la Cuevas jung starb.
In den Jahren 1580 bis 1582 malte El Greco Das Martyrium des heiligen Mauritius als Probebild für die Kirche des Escorial, um nach seinen Erfolgen in Toledo auch in Madrid bei Hofe Fuß zu fassen. In dieser Situation vollzog El Greco einen Stilwechsel vom Naturalismus hin zu einer Malerei, in der er nach gestalterischen Ausdrucksmöglichkeiten für Spiritualismus suchte. Der König verfolgte mit dem Bau des Escorial die Absicht, die Ideen des von ihm mitgeprägten Konzils von Trient umzusetzen. Zu diesem Zweck wollte er eigentlich Juan Fernández de Navarrete mit der Gestaltung sämtlicher Altäre betrauen. Navarrete starb jedoch, so dass neue Maler gesucht werden mussten. Vielleicht aufgrund des ersten Bildes, mit dem sich El Greco am Hof empfehlen wollte, der Anbetung des Namens Jesu, fasste der König den Griechen als möglichen Ersatz ins Auge. El Greco lieferte zwar ein kunstvolles Bild, doch es widersprach in seiner Wendung gegen den Naturalismus den Idealen des Konzils. Dieses Werk wurde zwar gut bezahlt und es kam nicht zu Korrekturen, dennoch erhielt El Greco keine weiteren königlichen Aufträge, da Philipp II. das Bild als für den Bestimmungsort ungeeignet empfand. Statt an dem geplanten Ausstellungsort auf dem Altar der Escorialkirche wurde das Bild an einem weniger prominenten Ort in der Kirche aufgehängt. Philipp II. erteilte Romulo Cincinato den Auftrag, ein Bild zum gleichen Thema anzufertigen. Dieser orientierte sich an der Komposition El Grecos, veränderte jedoch deren Schwerpunktsetzung. Für sein Werk erhielt Cincinato 500 Dukaten, während El Greco 800 erhalten hatte. Das Verhalten des Königs zeigte die aufkommende Unterscheidung zwischen Altar- und Sammlerbild. Insgesamt steht dieses Vorgehen den Anekdoten und Berichten über den starken Einfluss der Inquisition auf die Kunstproduktion in Spanien entgegen. Gerade mit Unterstützung aufgeschlossener Kirchenkreise konnte der Grieche El Greco in Spanien barocke Bildideen entwickeln, die sich andernorts erst im 17. Jahrhundert durchsetzen konnten.
El Greco hatte zweimal Kontakt mit der Inquisition. Im ersten Fall arbeitete er an neun Terminen zwischen Mai und Dezember 1582 als Übersetzer bei einem Verfahren gegen einen griechischen Diener, der wegen Häresie angeklagt, jedoch freigesprochen wurde. Der zweite Kontakt hatte direkt mit El Greco und seiner Kunst zu tun. Nach dem Fehlschlag am Hof suchte der Maler unter der Geistlichkeit von Toledo neue Mäzene. Sein Probebild war das Porträt eines Kardinals, das Fernando Niño de Guevara zeigte, der um 1600 Großinquisitor in Toledo war.

### Letzte Lebensjahre in Toledo
Die Zurückweisung in Madrid verstärkte El Grecos Bindung an Toledo. Am 10. September 1585 mietete er sich im Palast des Marques de Villena im ehemaligen jüdischen Viertel ein, wo er drei Wohneinheiten belegte und nach dem frühen Tod seiner Lebensgefährtin allein mit seinem Sohn wohnte. Dort lebte er bis 1590 und dann wieder ab 1604. Im Jahre 1589 wurde El Greco in einem Dokument als Bürger der Stadt bezeichnet. Am 18. März 1586 erteilte der Priester seiner eigenen Pfarrei den Auftrag für das Gemälde Das Begräbnis des Grafen von Orgaz. Zwischen 1596 und 1600 malte El Greco das Retabel für das Augustinerkolleg der Doña María de Aragón in Madrid. Für dieses Werk erhielt er mit 6000 Dukaten den höchsten Preis, den er je für ein Gemälde erzielen konnte.
Am 9. November 1597 erhielt El Greco den Großauftrag, die Capilla de San José in Toledo auszugestalten, seinen bedeutendsten Auftrag in Toledo nach Santo Domingo el Antiguo. Der Vertrag umfasste die beiden Altargemälde sowie die Gestaltung und Vergoldung des Rahmens. Sein Sohn, der für ihn in diesem Jahr zu arbeiten begann, tauchte als Name in einem Dokument auf, in dem er sich verpflichtete, im Falle des Todes seines Vaters ein Werk zu vollenden. Ab 1603 findet sich der Sohn häufiger in Dokumenten zum Werkstattbetrieb.
Trotz zahlreicher gut dotierter Aufträge befand sich El Greco oft in ökonomischen Schwierigkeiten, da er einen sehr gehobenen Lebensstil pflegte. So beschäftigte er zeitweise Musikanten, die ihn während der Mahlzeiten unterhielten. Zwischen 1603 und 1607 gab es Konflikte um das Bildprogramm für das Hospital de la Caridad in Illescas. Der Vertrag enthielt für El Greco ungünstige Konditionen, so dass ihm kaum seine Kosten erstattet wurden und ein Prozess notwendig wurde. Kritik rief unter anderem hervor, dass unter dem Schutzmantel der Madonna reiche Bürger anstatt arme gezeigt wurden. Nach dem Tod El Grecos wurden aus diesem Grund die Halskrausen übermalt. In dieser Zeit bildete er Luis Tristán aus, der nach El Grecos Tod zum bedeutendsten Maler von Toledo wurde und zwischen 1603 und 1606 als Schüler in El Grecos Atelier nachweisbar ist. 1607 übernahm El Grecos Sohn an Stelle des verstorbenen Prevoste eine leitende Position im Atelier. Vater und Sohn erhielten von der Erzdiözese Toledo Aufträge, die Ausstattung von Kirchen auf die Orthodoxie ihrer Bildprogramme zu untersuchen. Im Anschluss konnten sie sich mehrmals lukrative Aufträge sichern.
Im folgenden Jahr übernahm El Greco von Pedro Salazar de Mendoza den Auftrag für drei Altarbilder für das Hospital de Tavera. Dieses Werk blieb jedoch unvollendet. 1611 besuchte Francisco Pacheco El Greco in Toledo. Er fertigte sowohl ein Porträt des Malers als auch eine Biographie an, die in seinem Buch über berühmte Maler erschien. Beide Zeugnisse sind heute verschollen. In seinem 1649 erschienenen Buch El arte de la pintura veröffentlichte Pacheco Informationen über die Arbeitsweise und künstlerischen Ideen El Grecos. Von ihm wurde überliefert, dass El Greco auch als Theoretiker arbeitete. Am 7. April 1614 starb El Greco. Zwei Griechen waren als Zeugen am Totenbett anwesend. Luis de Castilla regelte in der Folge seinen Nachlass. Zum Zeitpunkt seines Todes war El Greco hoch verschuldet. Er hinterließ kein Testament, was zur damaligen Zeit ungewöhnlich war.

### Beisetzung und Nachlass
El Greco wurde zunächst im Kloster des hl. Dominikus von Silos bestattet, wo er 1612 die Einrichtung einer Begräbniskapelle mit Altar und dem Altarbild der Anbetung der Hirten vereinbart hatte. 1618 starb Luis de Castilla, der Patron des Klosters, und in der Folge kam es mit den Nonnen zum Streit über den Preis. Deshalb ließ der Sohn El Grecos dessen Leichnam 1619 nach San Torcuato umbetten. Diese Kirche wurde später abgerissen, wobei die sterblichen Überreste El Grecos verlorengingen.
Jorge Manuel Greco erstellte ein Inventar des Besitzes seines Vaters, worunter sich 143 meist fertige Gemälde, unter anderem drei Laokoon-Versionen, 15 Gipsmodelle, 30 Tonmodelle, 150 Zeichnungen, 30 Pläne, 200 Druckgrafiken und über 100 Bücher befanden. Die Familie des Sohnes blieb in seinem Haus wohnen. 1621 wurde anlässlich der zweiten Hochzeit des Sohnes noch einmal ein Inventar des Besitzes von El Greco angefertigt.

## Werk
El Greco malte viele religiöse Bilder und Porträts. Hinzu kamen einige wenige Genrebilder und Landschaften. Von seinen Zeichnungen haben sich nur wenige Exemplare erhalten. Sein Werk lässt sich in drei geographisch definierte Phasen unterteilen. Seine Anfänge auf Kreta waren in der Forschung lange umstritten. Heute ist es kunsthistorischer Konsens, dass El Greco dort seine künstlerische Laufbahn als Ikonenmaler begann. Die zweite Phase ist seine Zeit in Italien, wo er westliche Techniken und Kompositionen adaptierte. Er arbeitete in Venedig und Rom, bevor er nach Spanien übersiedelte. Dort fand er zu seinem eigenständigen Stil und schuf seine Hauptwerke.
El Greco war ein technisch versierter Künstler, der hochwertige Materialien verwendete. Deshalb befinden sich seine Werke in der Regel in einem guten Erhaltungszustand. Er behielt von jedem Bild eine kleinformatige Ölreproduktion in seiner Werkstatt und griff Motive zu verschiedenen Zeiten erneut auf. Sein Beitrag zur künstlerischen Reform der katholischen Bilderwelt lag vor allem in der Formulierung neuer Bildthemen und Ikonographie und in der Abwandlung bereits bekannter Motive. Zudem experimentierte er mit einer neuen Bildsprache. Für sie besann er sich im hohen Alter erneut auf seine Wurzeln in der östlichen Ikonenmalerei und verknüpfte diese mit seinen westlichen Erfahrungen zu einem erfolgreichen Individualstil. El Greco maß der Zeichnung im Arbeitsprozess wohl eine wichtige Bedeutung zu. So ist es nicht verwunderlich, dass sich 1614 im Inventar seines Nachlasses 150 Zeichnungen befanden. Jedoch haben sich nur sehr wenige Zeichnungen El Grecos erhalten, da diesem Medium auf der Iberischen Halbinsel keine Bedeutung zugemessen und somit keine große Aufmerksamkeit geschenkt worden war.

### Religiöse Bilder

#### Kretische Phase

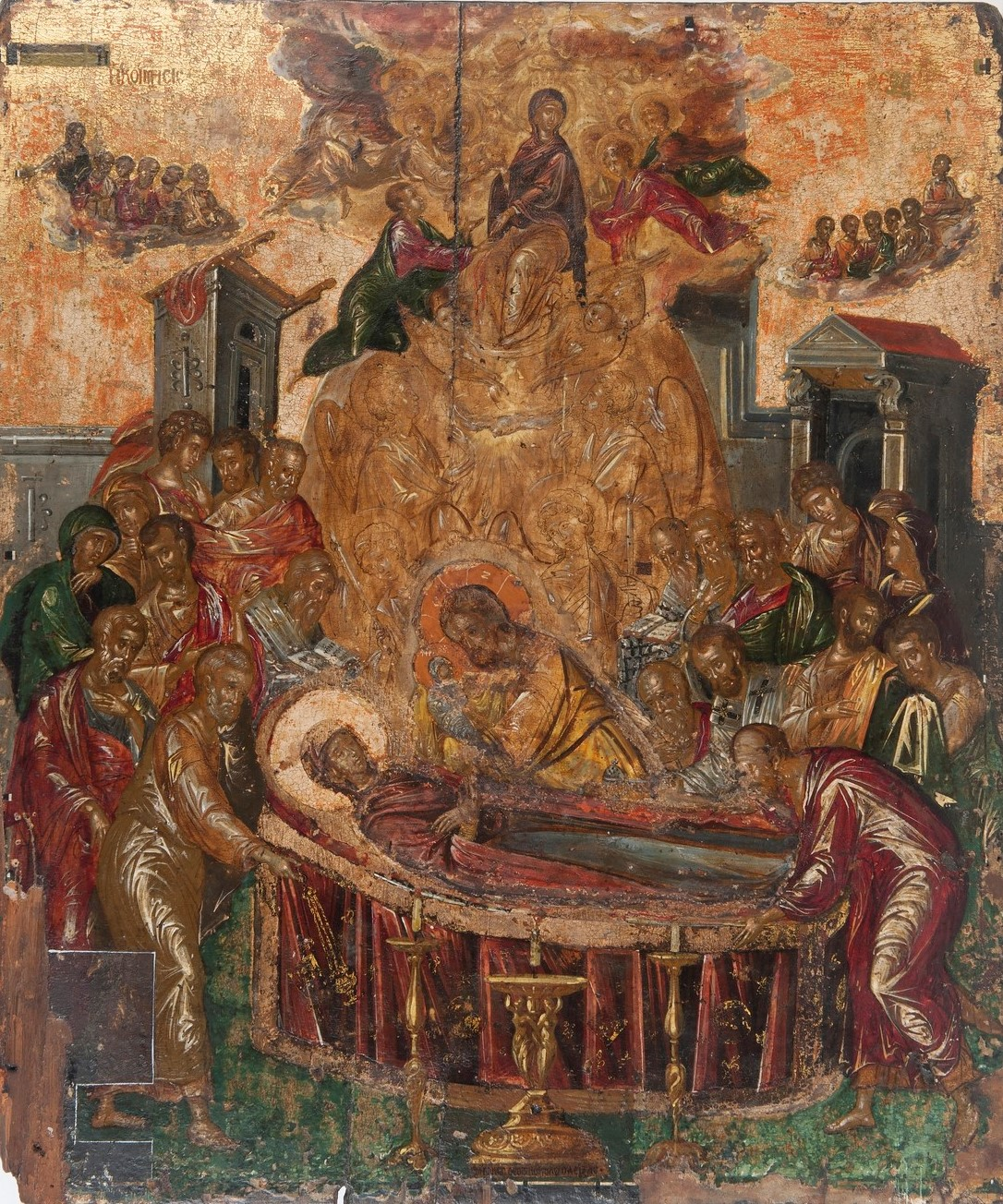
El Greco, Marientod, 61,4 × 45 cm, Tempera und Gold und Holz, um 1567, Ermoupoli auf Syros

Das früheste bekannte Gemälde El Grecos ist ein Marientod, den er um 1567 gemalt hat und der heute in der Kirche der Entschlafung Mariens in Ermoupoli auf der Insel Syros zu sehen ist. Er signierte das Gemälde mit Domenikos Theotokopoulos. Der Marientod lässt in seiner Konzeption erkennen, dass El Greco als Ikonenmaler ausgebildet worden war, jedoch löste er sich bereits von den typisierten Vorbildern, den zweidimensionalen und gleichen Formen folgenden Figuren samt Kleidung und dem aus dem Inneren der Form kommenden Licht. Die vom Heiligen Geist ausstrahlende Lichtaureole, in deren Zentrum sich eine Taube befindet, verbindet die schlafende mit der thronenden Madonna. Zudem neigt sich Christus in einer zärtlichen Geste. Ein weiteres auffälliges Detail sind die drei Kandelaber, die sich im Vordergrund befinden. Der mittlere weist an seiner Basis Karyatiden auf, die auf eine druckgraphische Vorlage verweist. Diese Bildelemente waren eigene künstlerische Beiträge des Malers, die über den bestehenden Bildtypus hinausgingen. Dass er das Bild signierte, war zudem ungewöhnlich, da Ikonen in der Regel nicht signiert wurden. Damit unterstrich er seinen humanistischen Anspruch und seine weiter gehenden künstlerischen Ambitionen. Ein weiteres Bild aus seiner kretischen Phase ist Der Heilige Lukas malt eine Ikone der Jungfrau mit dem Kind, das zwar stark beschädigt ist, aber immer noch Teile seiner Signatur trägt. Das zentrale Motiv des Evangelisten Lukas und der Maria in der Form einer Hodegetria malte El Greco in traditioneller byzantinischer Weise, während er in den Randmotiven neue Motive einführte wie etwa Malerwerkzeug, Renaissancestuhl und malerisch umgesetzte Engel. Die bekannten Werke, die El Greco auf Kreta schuf, weisen alle eine hohe künstlerische Qualität auf mit ihrer Lichtführung und dem starken Ausdruck. Zudem haben sie alle freihändige Vorzeichnungen.
Die erste Werkphase war lange Zeit umstritten, da El Greco als Ikonenmaler nicht in den westlichen Kunstkanon passte. Harold E. Wethey ging etwa davon aus, dass sich El Greco erst in Venedig zum Künstler entwickelt hat. Zudem gab es auf Kreta zwei weitere Maler namens Domenikos. Erst als der Marientod gefunden wurde, der auch den Nachnamen Theotokopoulos trug, gab es ein eindeutiges Referenzwerk, das stilistische Vergleiche zweifelsfrei zuließ. In der aktuellen Forschung ist der Beginn der künstlerischen Laufbahn auf Kreta allgemein anerkannt.

#### Italien

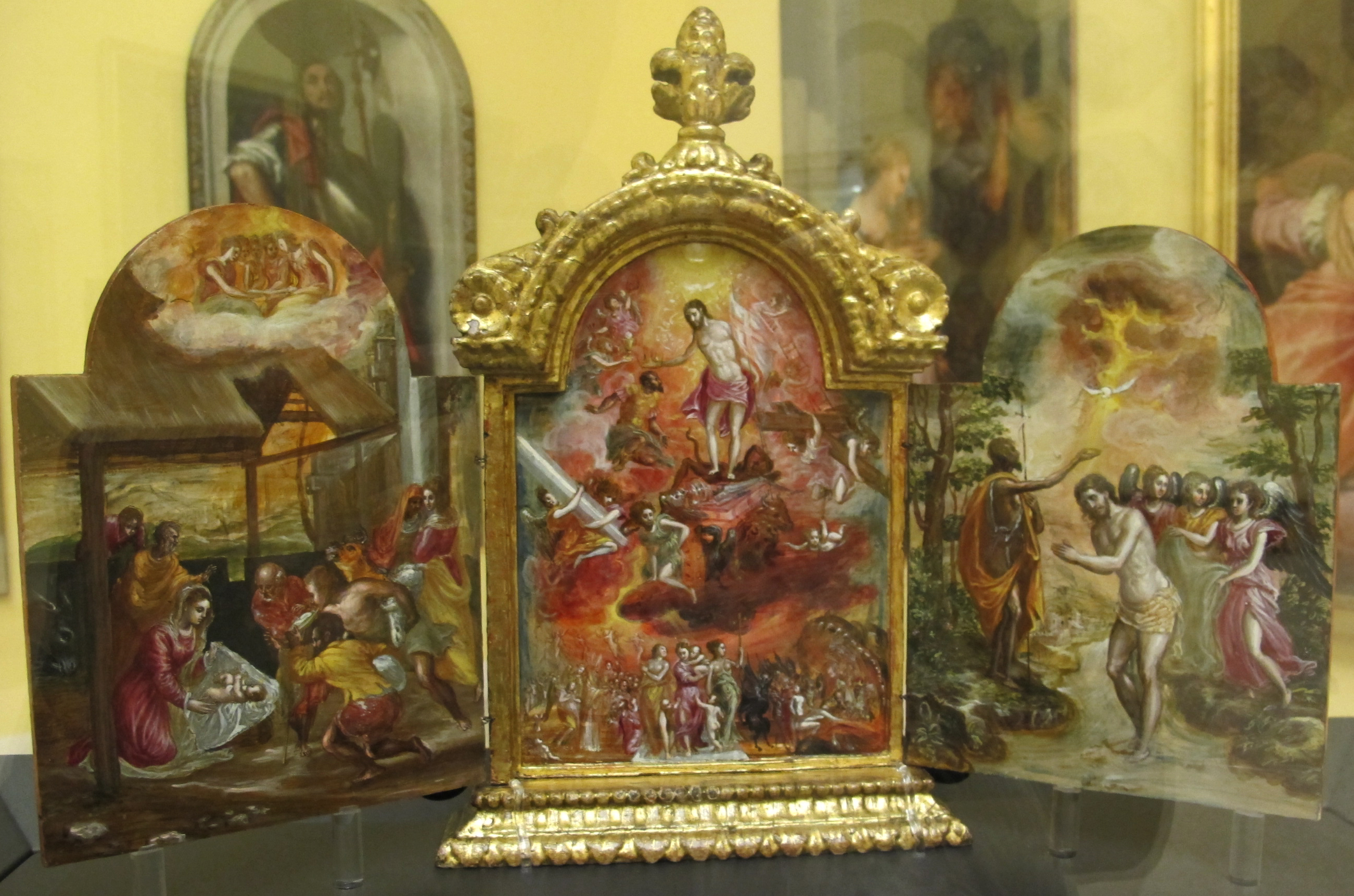
El Greco, Modena-Triptychon, Mitteltafel 37 × 23,8 cm, Seitentafeln 24 × 18 cm, Tempera auf Holz, um 1568, Galleria Estense in Modena

In Venedig wandte El Greco sich der Ölmalerei zu und verwendete Leinwände als Bildträger. Wie dort üblich nutzte er grobe Leinwände, die mit ihrer plastischen Textur expressive Wirkungen unterstützten. Zuerst trug er eine dünne weiße Grundierung auf, über die er nochmals eine zweite Grundierung auftrug, die rosa bis dunkelrot gefärbt war. Dann trug er mit einem Pinsel und schwarzer Farbe die Konturen der Figuren als Vorzeichnung auf und setzte zudem mit Weiß Lichtpunkte und mit Schwarz und Karmin die dunkelsten Stellen über die ganze Bildfläche. Erst in einem weiteren Schritt wurde in einem komplexen Verfahren der eigentliche Farbauftrag vorgenommen. Die Formate blieben aber weiterhin eher klein, was auch der Auftragslage El Grecos geschuldet gewesen sein kann. Technisch blieb El Greco venezianisch geprägt. Am Übergang zwischen seiner byzantinischen und venezianischen Malweise steht der als Modena-Triptychon bekannte Tragealtar, dessen Auftraggeber wahrscheinlich aus einer kreto-venezianischen Familie stammte. Der Objekttypus mit den vergoldeten Rahmenteilen war im 16. Jahrhundert auf Kreta üblich, die Ikonographie ist jedoch deutlich westlich geprägt. Der Altar trägt die Signatur El Grecos und ist somit ein wichtiges Referenzwerk für die Beurteilung von Werken aus dieser Zeit.
El Greco malte im Laufe seines Lebens mehrmals dasselbe Thema zu verschiedenen Zeiten. An diesen Bildern ist seine künstlerische Entwicklung nachvollziehbar. So malte er die erste Version der Blindenheilung in Venedig noch auf Holz. In ihr bezog er sich auf Bilder Tintorettos, aus denen er die Aufteilung in zwei Figurengruppen, den Fernblick und den in venezianischen Bildern beliebten Hund im Vordergrund entlehnte. Die Posen der Figuren beziehen sich auf verschiedene Druckgraphiken, die El Greco als Vorlagen nutzte. Die zweite Version entstand wahrscheinlich bereits in Rom und wurde auf Leinwand gemalt. Im Hintergrund ergänzte El Greco Ruinen, die Figuren ähnelten mehr antiken Skulpturen und Michelangelos Akten. Der nur leicht mit einem Tuch bekleidete Mann ähnelt dem Herkules Farnese. Zwar blieb El Greco in seinem Schaffen zeit seines Lebens venezianischen Einflüssen treu; er nahm jedoch zum Ende seines Romaufenthaltes und zu Beginn seines Aufenthaltes in Spanien Bezüge zu Michelangelo auf. So malte er in den frühen 1570er-Jahren eine Pietà auf Holz, die sich auf Michelangelos um 1550 entstandene Skulpturengruppe Pietà di Palestrina in Florenz bezog. Im Gegensatz zum Vorbild stellte El Greco an die Spitze der Komposition Maria. Er verlieh dem Bild eine Dramatik, die sich bis dahin nicht in seinen Werken fand und schon stärker in Richtung Barock wies. Die Christusfigur hatte für El Grecos Werke eine ungewöhnliche Körperlichkeit. Eine weitere Version der Pietà malte er auf Leinwand. Sie wirkt noch monumentaler und die Gewänder stärker ausgearbeitet, auch wenn sie am rechten Arm noch Probleme mit den Proportionen erkennen lässt. Formal hat das Gemälde bereits Parallelen zu den frühen in Spanien entstandenen Werken. Dass es aber dort entstanden sein soll, wird jedoch in der Forschung abgelehnt.

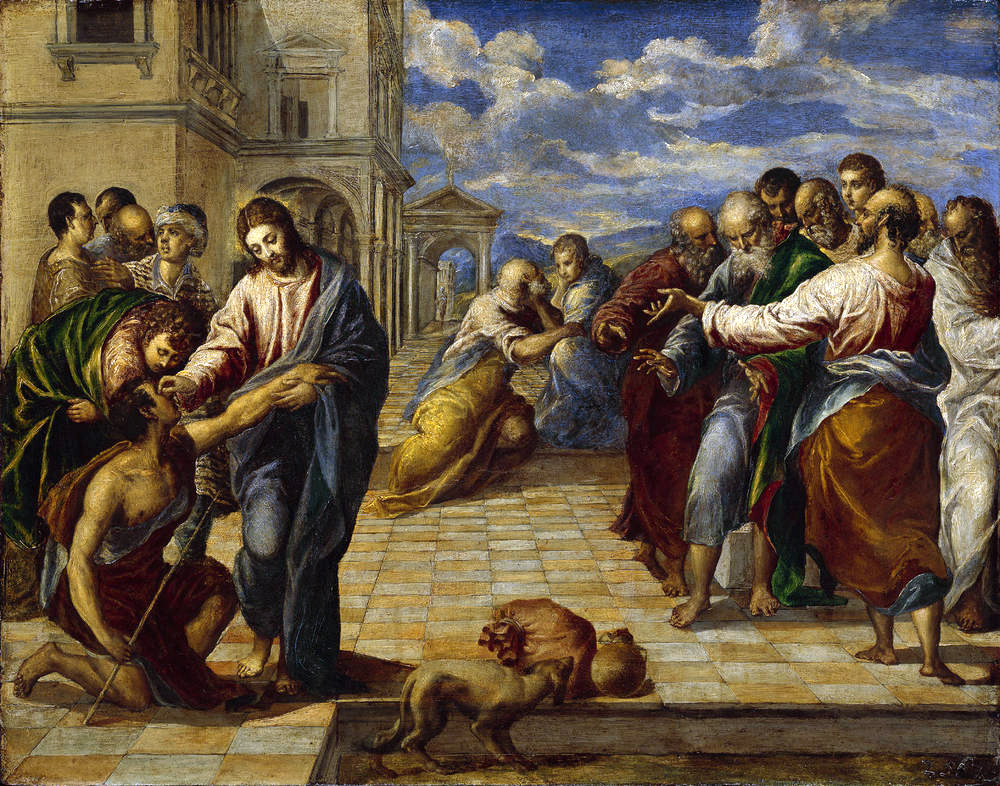
El Greco, Blindenheilung, 65,5 × 84 cm, Öl auf Holz, um 1565, Gemäldegalerie Alte Meister in Dresden
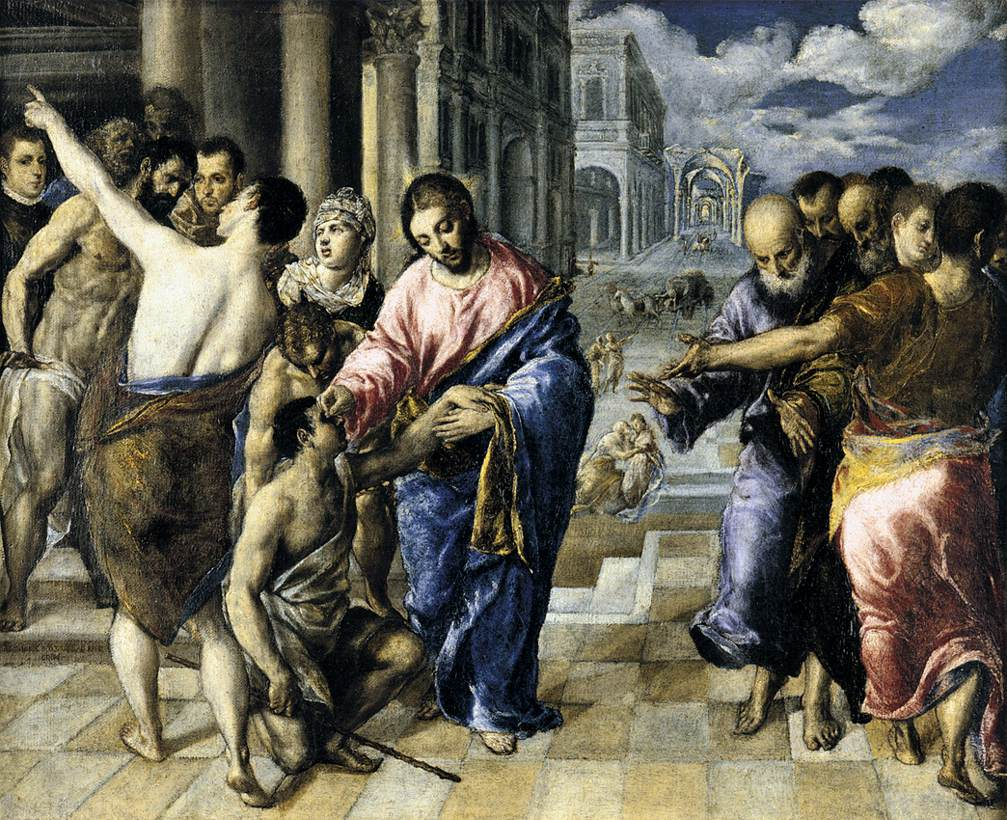
El Greco, Blindenheilung, 50 × 61 cm, Öl auf Leinwand, 1570–1575, Galleria Nazionale in Parma
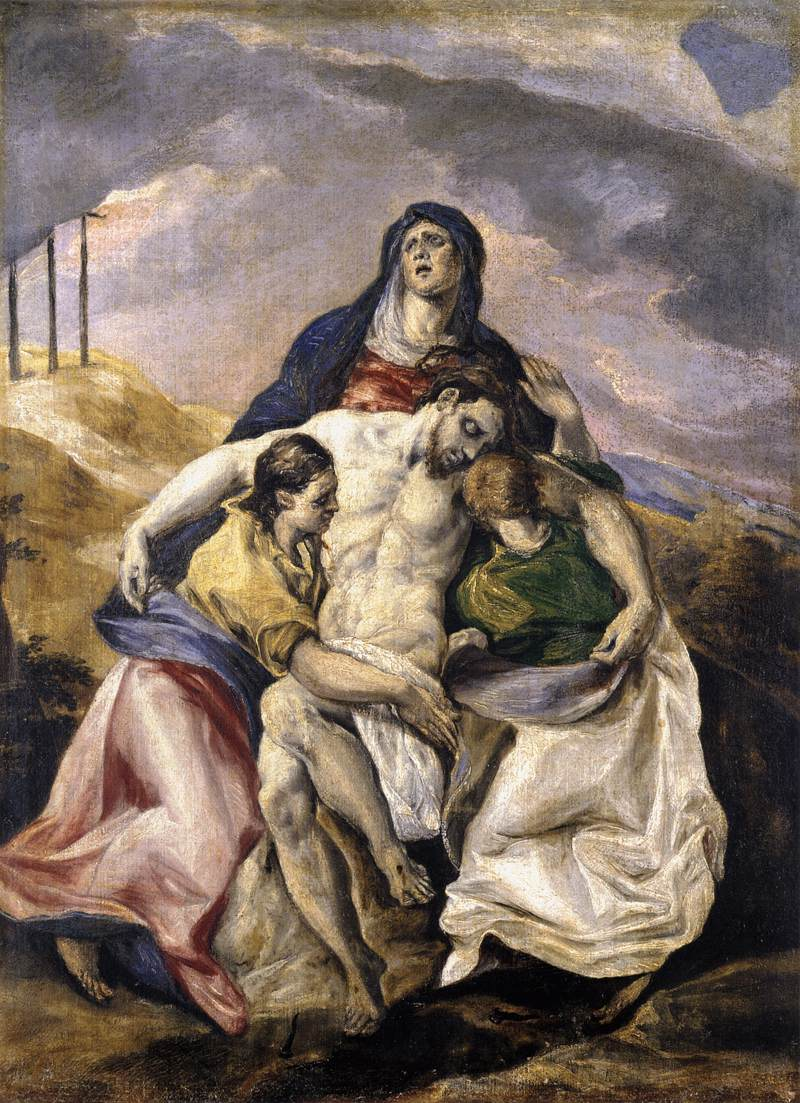
El Greco, Pietà, 66 × 48 cm, Öl auf Holz, frühe 1570er, Hispanic Society of America in New York City.
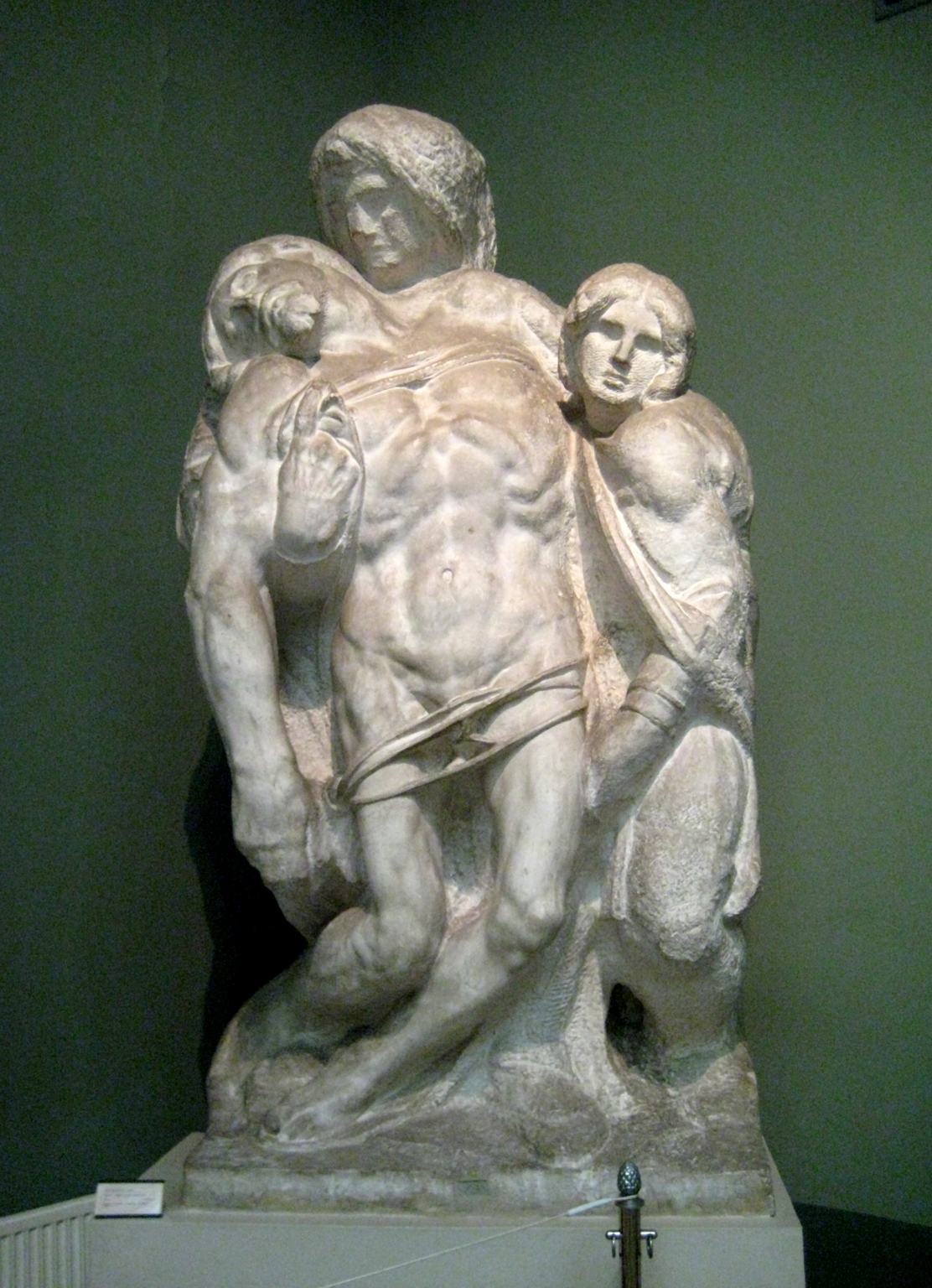
Michelangelo, Pietà di Palestrina, Marmor, 1547–1564, Accademia delle Arti del Disegno in Florenz.

#### Spanien
Diese Entwicklung zur Körperlichkeit setzte El Greco in seinen ersten Aufträgen in Toledo fort. Dies ist am Altar für das Monasterio Santo Domingo el Antiguo in Toledo nachvollziehbar. Passend zur Aufstellung in der Begräbniskapelle ist das zentrale Bild eine Himmelfahrt Marias, das von den ganzfigurigen Bildern Johannes der Täufer und Johannes der Evangelist eingefasst wird, sowie den Brustbildern Heiliger Bernhardt und Heiliger Benedikt. Im Giebelfeld befindet sich ein Bild des Schweißtuchs der Veronika und im folgenden Stockwerk mit der Heiligen Dreifaltigkeit ein weiteres großformatiges Bild. Der Hauptaltar wird von einer Anbetung der Hirten und der Auferstehung Christi als kleineren seitlichen Retabeln gerahmt. Dieser Altar war ein deutlich größerer Auftrag als seine von Kreta oder aus Italien bekannten Gemälde. El Greco bereitete die Arbeiten gründlich mit Vorzeichnungen vor. Eine Vorzeichnung von Johannes dem Täufer und zwei von Johannes dem Evangelisten haben sich erhalten. In den ersten Entwürfen positionierte er die beiden in Nischen und der Evangelist war im Profil dargestellt und blickte auf die Himmelfahrt. In der zweiten Zeichnung positionierte der Künstler ihn bereits so, wie er auch gemalt wurde. Bei der endgültigen Ausführung verzichtete El Greco jedoch auf den in der Zeichnung als Symboltier beigefügten Adler. Unter dem Einfluss Michelangelos fand El Greco zu einem sehr naturalistischen Stil mit monumentalen Figuren. Zudem folgte seine Farbwahl der römischen Schule und verlieh etwa der Himmelfahrt Marias eine große Leuchtkraft, während er bei der Heiligen Dreifaltigkeit die kontraststarken kalten Farbtöne Grün, Gelb und Blau verwendete und zudem Weiß in einer dominierenden Rolle im Bildzentrum einsetzte. Das architektonische Rahmenwerk, das El Greco entwarf, weist klare klassizistische Formen auf.

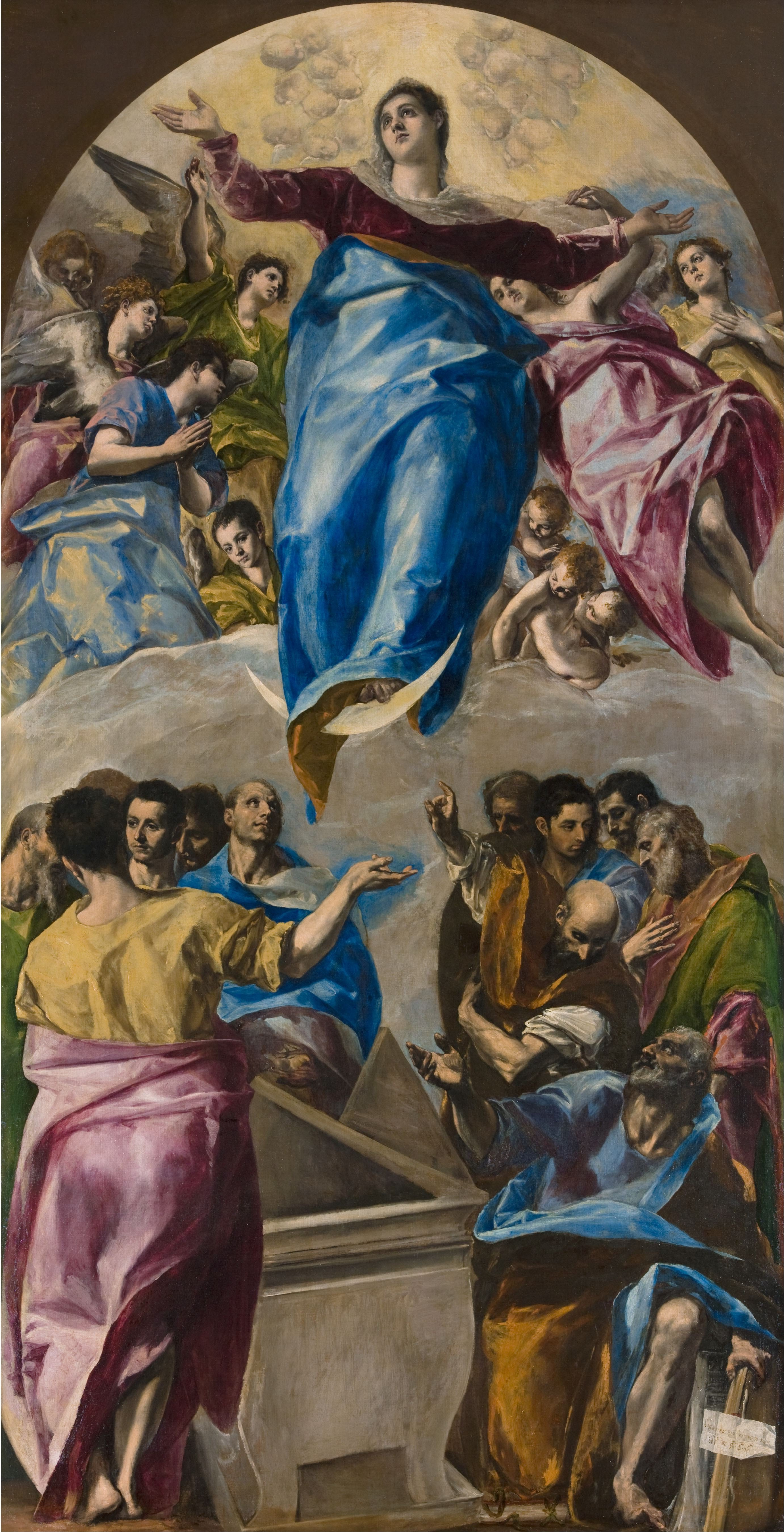
El Greco, Himmelfahrt Marias, 401 × 229 cm, Öl auf Leinwand, 1577, Art Institute of Chicago in Chicago
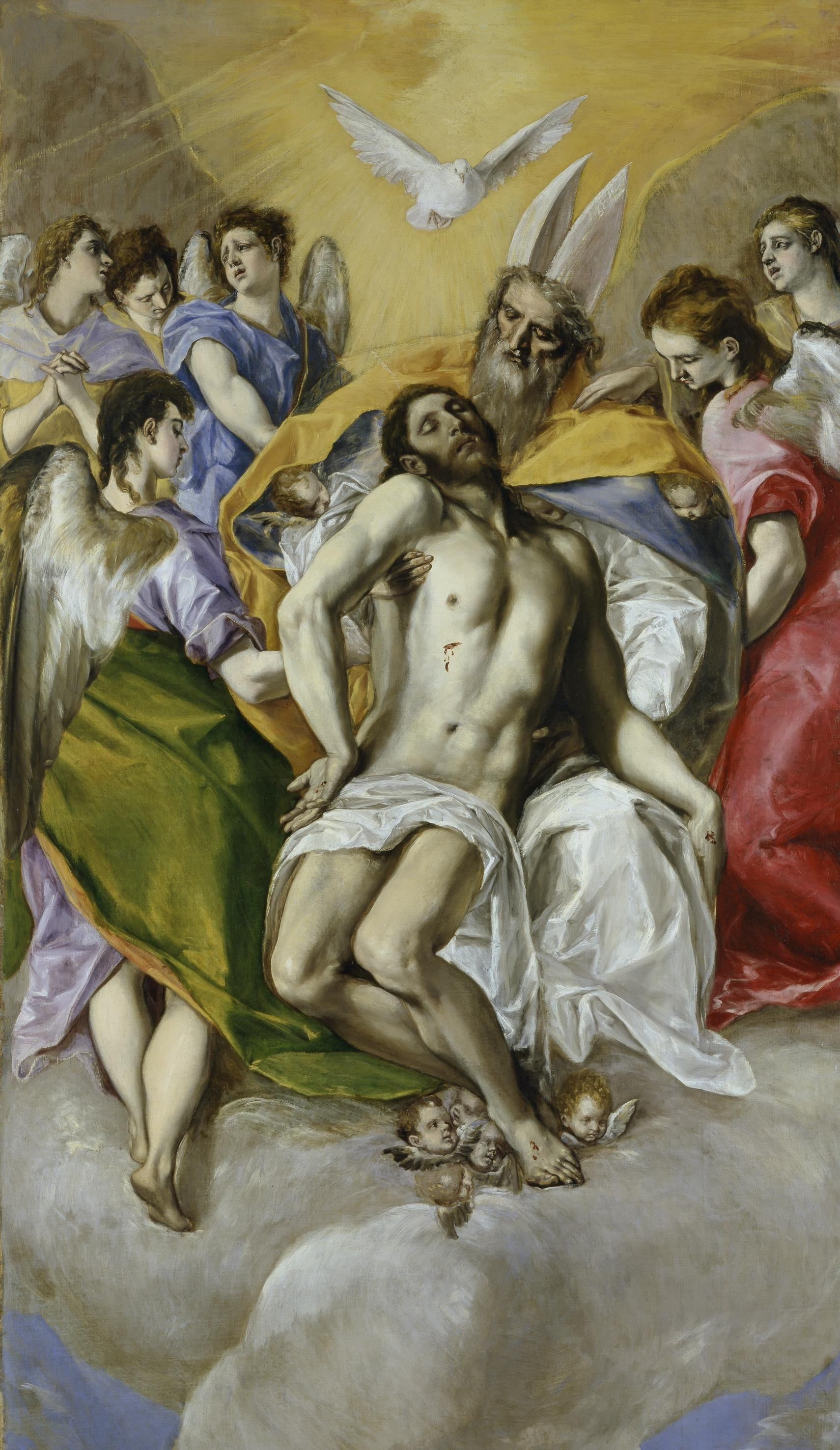
El Greco, Heilige Dreifaltigkeit, 300 × 178 cm, Öl auf Leinwand, 1577–1579, Museo del Prado in Madrid
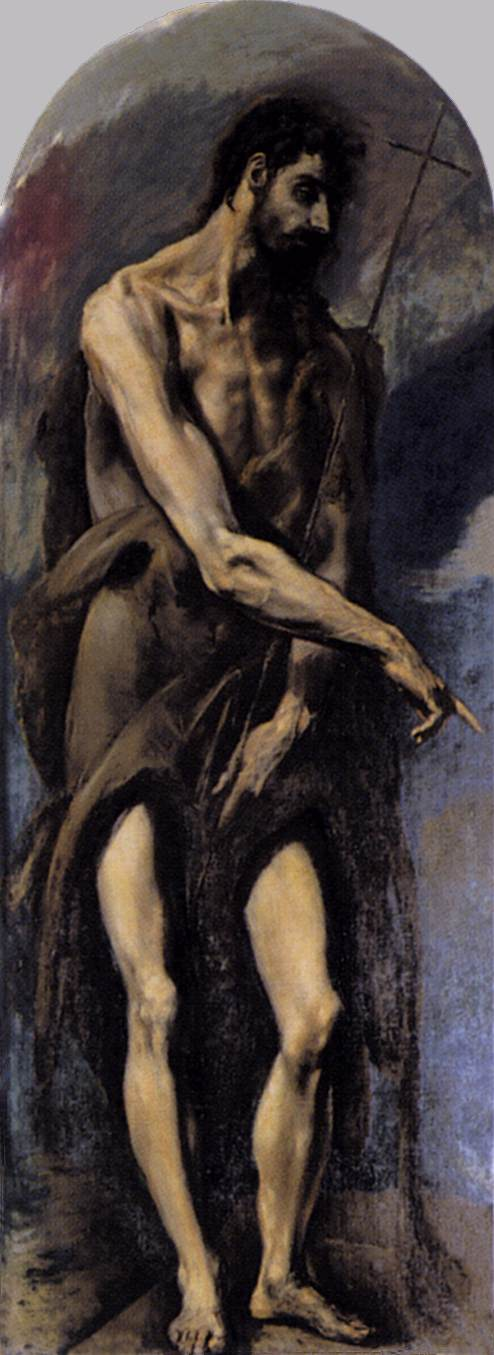
El Greco, Johannes der Täufer, 212 × 78 cm, Öl auf Leinwand, 1577–1579, Monasterio de Santo Domingo de Silos (el Antiguo) in Toledo

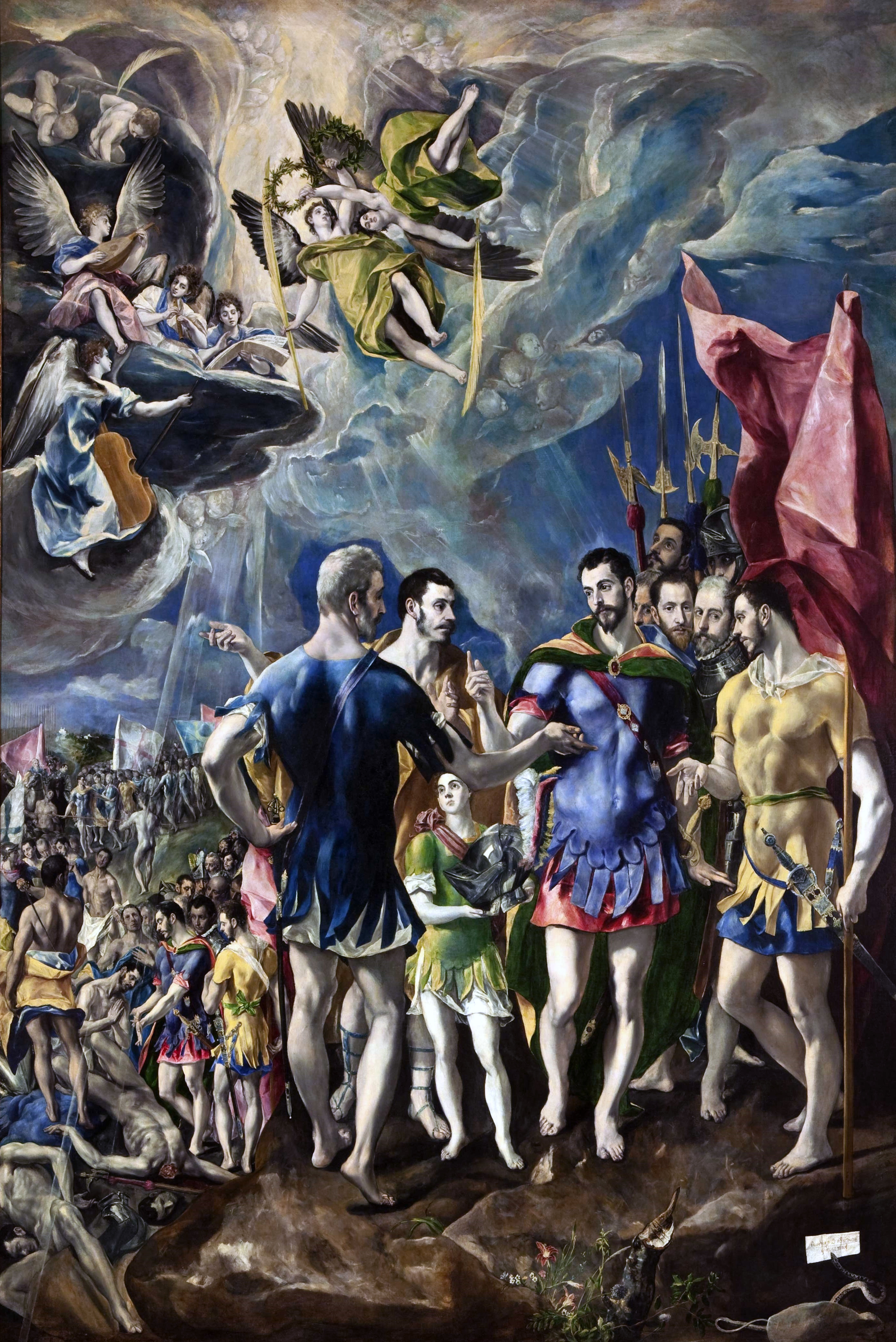
El Greco, Martyrium des Heiligen Mauritius, 448 × 301 cm, Öl auf Leinwand, 1580–1582, El Escorial

Mit dem Martyrium des Heiligen Mauritius aus den Jahren 1580 bis 1582 vollzog El Greco den Wechsel vom Naturalismus hin zu einer Malerei, in der er nach einem gestalterischen Ausdruck für spirituelle Phänomene suchte. In den 1580er-Jahren wandte er sich immer mehr von den Regeln der Renaissance für Proportion und Perspektive ab. Statt lebende Modelle zu studieren, begann El Greco wie Tintoretto mit Tonmodellen zu arbeiten. Er ließ dem Licht eine deutlich stärkere symbolische Funktion zukommen, statt es bloß in natürlicher Weise zu verwenden. So entstanden starke Hell-Dunkel-Kontraste. Die verwendeten Farben wurden deutlich expressiver. Statt wie üblich den Fokus der Darstellung auf das Martyrium zu legen, zeigte El Greco vor allem das von rhetorischen Gesten begleitete Gespräch in Anlehnung an eine Sacra Conversazione. Der Stilwechsel wurde von El Greco auch in anderen Werken dieser Zeit vollzogen.

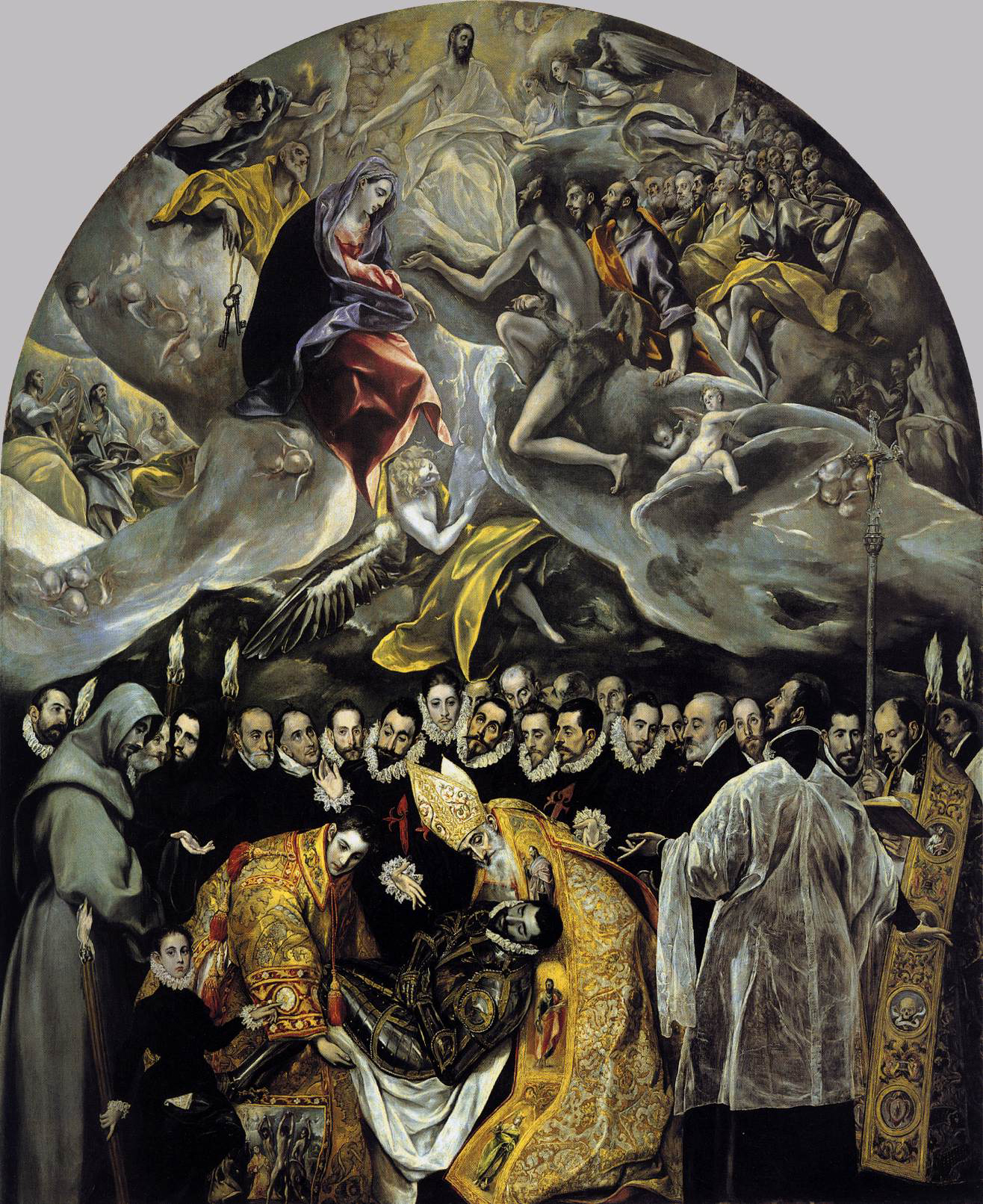
El Greco, Begräbnis des Grafen Orgaz, 460 × 360 cm, Öl auf Leinwand, 1586–1588, Iglesia de Santo Tomé in Toledo

Eines seiner bekanntesten Gemälde schuf El Greco mit dem Begräbnis des Grafen von Orgaz, das er 1586 bis 1588 malte und das später zu einem Hauptwerk zum Studium des Malers wurde. Das Bild ist in zwei Zonen aufgeteilt. Im unteren Teil stellte El Greco die Begräbnisfeier dar, die einem Begräbnis wie zu dieser Zeit in Toledo üblich nachempfunden worden war. Der Adelige wird von den Heiligen Stephanus und Augustinus in das Grab gelegt, womit sich der Künstler auf die Legende zum Begräbnis bezog. Rechts liest wahrscheinlich der Auftraggeber das Requiem. Die obere Zone zeigt den Himmel, in den die Seele des Verstorbenen als Kind von einem Engel eingeführt wird, die dem Weltenrichter sowie Johannes und Maria als seine Fürsprecher und weiteren Heiligen gegenübertritt. In diesem Bild verwendete El Greco Licht nur noch als symbolisches Element. Im Himmel malte er ein unruhig erscheinendes Streiflicht. Die untere Hälfte ist dagegen gut ausgeleuchtet wie eine Bühne, die dortigen Fackeln haben keine reale Lichtwirkung. Das Gemälde nimmt zum einen auf eine historische Begebenheit, die religiös verklärt wurde, Bezug, ist zum anderen aber auch ein Gruppenporträt.

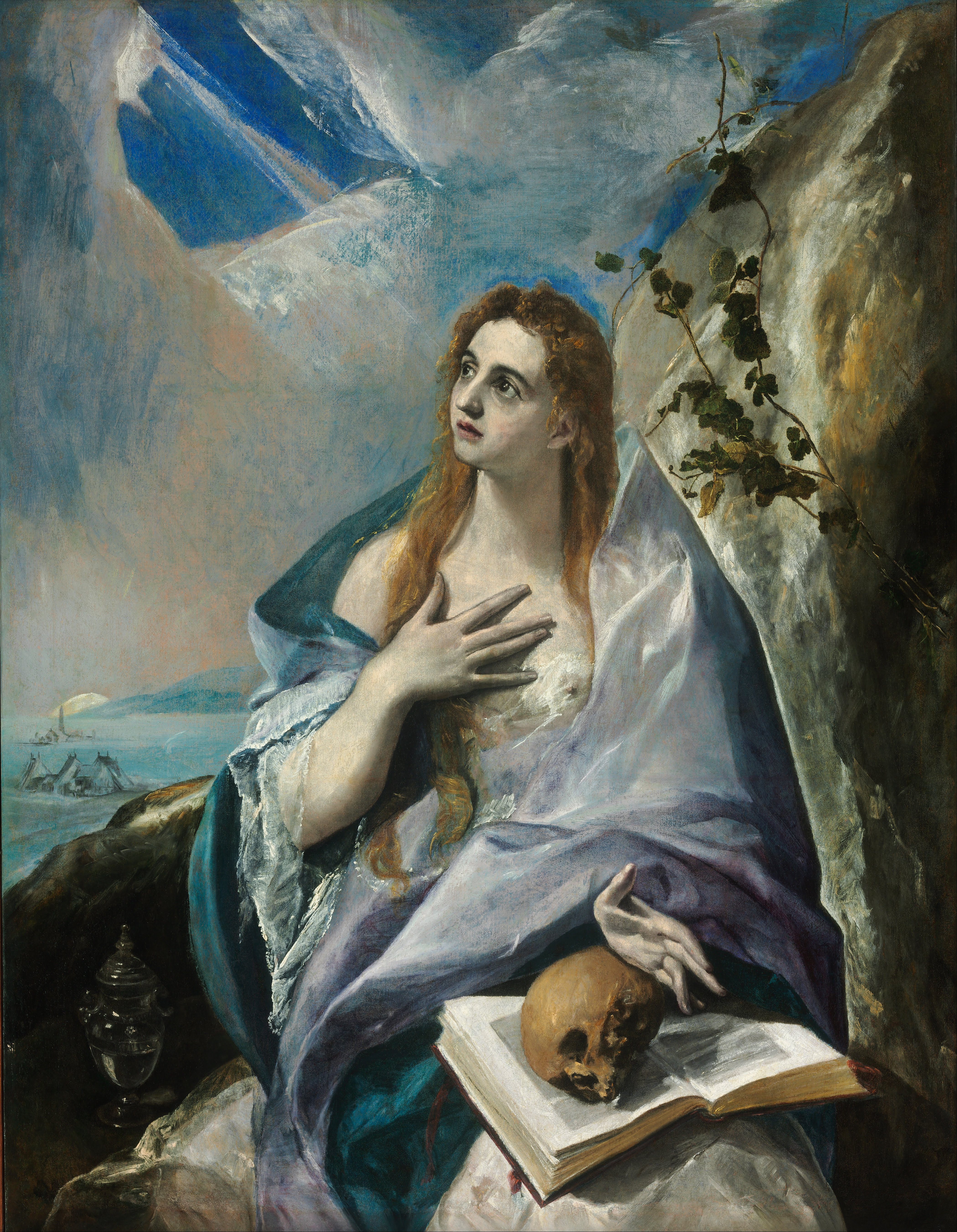
El Greco, Die büßende Maria Magdalena, 164 × 121 cm, Öl auf Leinwand, Szépművészeti Múzeum in Budapest

Ein Beispiel für ein von El Greco entwickeltes neues ikonographisches Thema ist die reuige Heilige in Halbfigur, das bereits in den folgenden Barock verweist. Eine einzelne Heiligenfigur wurde isoliert und monumental dargestellt und bot dem Betrachter die Möglichkeit, die Figur als gefühlsmäßigen Ansprechpartner zu sehen. Diese Bilderfindung kann als revolutionär eingeschätzt werden. Beispiele sind etwa Die büßende Magdalena, die im Gegensatz zu dem gleichnamigen Bild Tizians jedoch ohne erotische Bezüge auskommt, oder Der reuige Heilige Petrus. Ebenso populär waren Bilder des Heiligen Franziskus. El Greco malte Franziskus nicht wie bis dahin üblich beim Empfang der Wundmale Christi, sondern bei der Reflexion mit einem Totenkopf. Von dieser Bildidee gibt es noch etwa 40 erhaltene Versionen. Pacheco lobte, dass El Greco die in den Chroniken überlieferte Gestalt des Ordensgründers besonders gut dargestellt habe. Die Vielzahl der Bilder dieses Themas lag in der Popularität des Franziskus in Spanien begründet. Zudem setzte El Greco, wie er es aus Italien kannte, auf die druckgraphische Verbreitung, um seine Komposition zu popularisieren. Er ließ das Franziskus-Gemälde von seinem Schüler Diego de Astor nachstechen.
Neben neuen Bildideen erneuerte El Greco die katholische Bilderwelt mit stilistischen Innovationen. Zum einen bezog er sich auf seine Wurzeln als kretischer Ikonenmaler wie beim Das Begräbnis des Grafen von Orgaz, das sich etwa in der Komposition auf den frühen Marientod bezog. Auf der anderen Seite zeigt sich bei einer späten Version der Tempelreinigung von 1610 bis 1614 eine hohe Abstrahierung von der Naturbeobachtung. Die Bewegung und das Licht sind in solchem Maße gesteigert, dass sie teils als „expressionistisch“ charakterisiert wurden. Das Visionäre von El Grecos Kunst lässt sich auch in dem Gemälde Die Öffnung des fünften Siegels, das die Vision des Evangelisten Johannes zum Thema hat und ein Fragment eines späten Altarprojekts war, entdecken. Im Gegensatz zu anderen Bildern, die diese Vision thematisieren, integrierte El Greco den Heiligen in das Bild und verschob somit die Bedeutung von der Darstellung des erschienenen Ereignisses hin zum Moment der Erscheinung selbst. In diesem Bild erreichte die Entmaterialisierung der Form bei El Greco ihren Höhepunkt. Erst 1908 wurde die Thematik des Bildes erkannt und hat sich in seiner Bestimmung durchgesetzt. Zuvor existierten zahlreiche Interpretationen. Der obere Teil des Gemäldes ist verloren und die Stellung im geplanten Gesamtensemble ist nicht zu rekonstruieren. Visionen, wie hier eine von El Greco gemalt wurde, sind ein häufiges Thema in der spanischen Barockmalerei. Deshalb ist dieses Gemälde kein isoliertes Werk, sondern steht im Kontext der spanischen Malereientwicklung und verwies auf sie voraus.
Zwischen 1610 und 1614 malte El Greco drei Versionen des Laokoon, die sein Atelier nicht verließen und nach seinem Tod im Inventar verzeichnet wurden. Nur eine Version ist erhalten geblieben. Es handelt sich um das einzige mythologische Werk El Grecos und steht in einer reichen Bildtradition, die auf Vergils Aeneis und auf der 1506 in Rom entdeckten Plastik des Laokoon basierte. Das Bild konnte der Künstler vor seinem Tod nicht mehr fertigstellen, weshalb die Figuren am rechten Bildrand nicht vollständig ausgeführt wurden. Bei einer Restaurierung wurden 1955 die Pentimenti freigelegt, so dass nun ein dritter Kopf und ein fünftes Bein in der rechten Figurengruppe zu sehen sind. Diese Figuren wurden unterschiedlich interpretiert, unter anderem als Adam und Eva, womit El Greco eine Synthese von Mythos und Religion geschaffen hätte. An Stelle Trojas setzte der Maler seine Heimatstadt Toledo ins Bild.

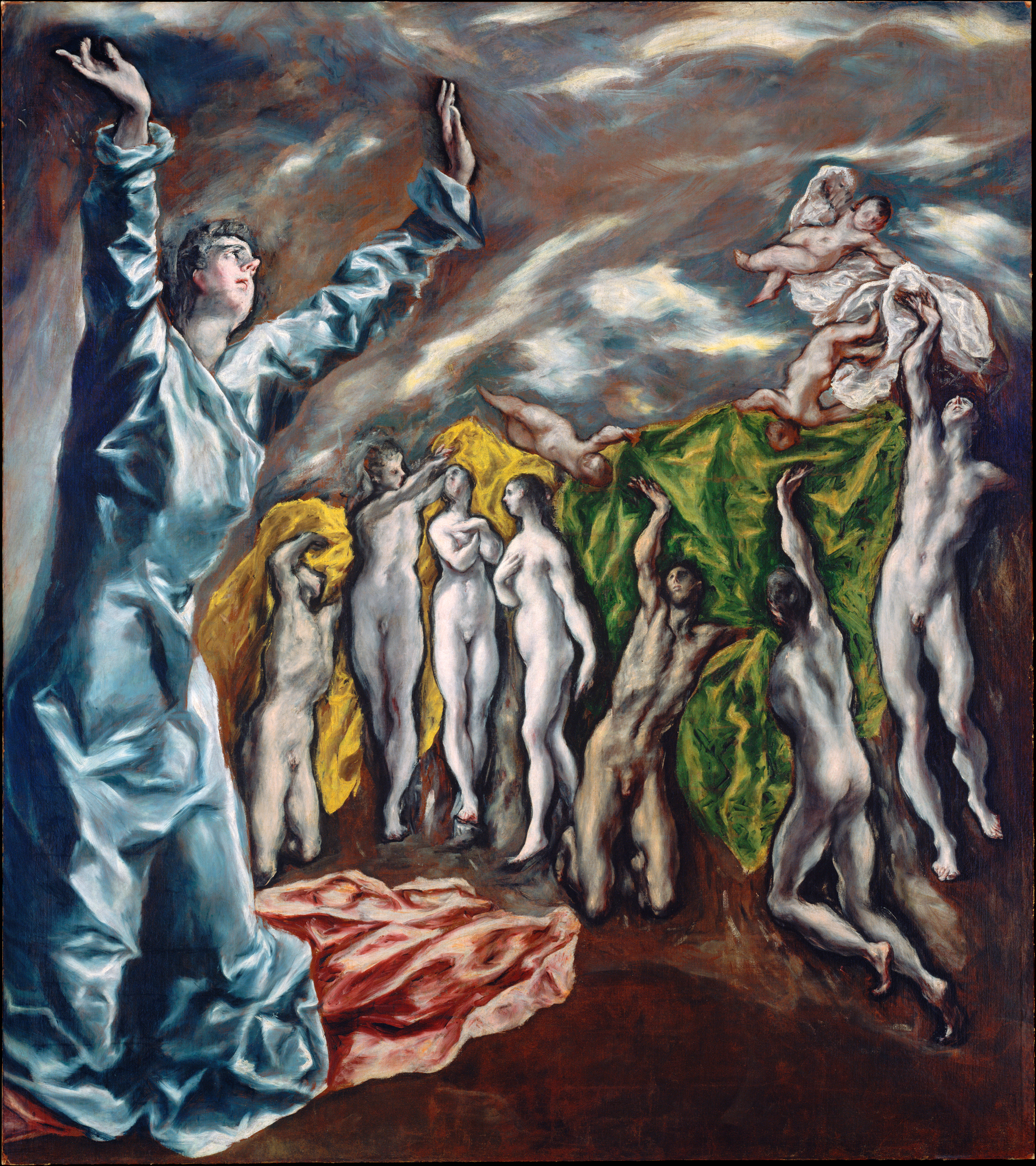
El Greco, Die Öffnung des fünften Siegels, 224,8 × 199,4 cm, Öl auf Leinwand, 1608–1614, Metropolitan Museum of Art in New York City
El Greco, Laokoon, 142 × 193 cm, Öl auf Leinwand, 1610–1614, National Gallery of Art in Washington, D.C.
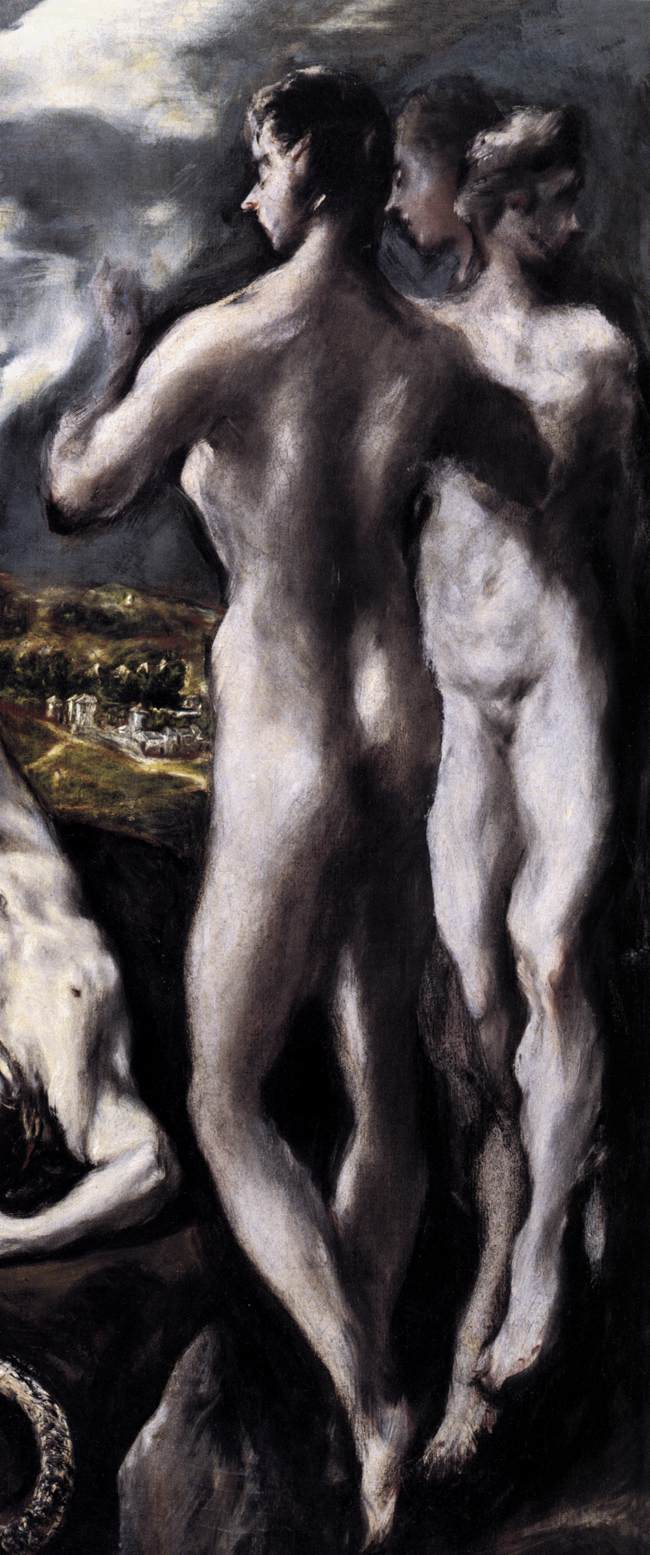
El Greco, Laokoon, Detail

### Porträts

El Greco, Bildnis eines Edelmannes mit der Hand auf der Brust, 81 × 66 cm, Öl auf Leinwand, 1583–1585, Museo del Prado in Madrid

El Greco war ein anerkannter Porträtmaler. Seit seinem Aufenthalt in Italien bis in seine letzten Lebensjahre fertigte er Bildnisse an, die ihm ein regelmäßiges Einkommen sicherten. Kurz nach seiner Übersiedlung nach Rom um 1570 malte er das Porträt von Giulio Clovio, das den anerkannten Miniaturmaler als Halbfigur mit dem Stundenbuch der Farnese in seiner Hand zeigt. Das Fenster am rechten Bildrand zeigt einen Ausblick auf eine Landschaft mit stürmischem Himmel. Das Querformat dieses Porträts ist ungewöhnlich für ein Porträt. Eines der herausragendsten Beispiele für El Grecos Bildnismalerei ist das Ganzfigurenporträt des Malteserritters Vincenzo Anastagi, das 1571–1576 entstanden ist. Der Ritter ist mit samtener Pluderhose und Brustpanzer vor einem dunklen Vorhang dargestellt. Der Raum, in dem ein Helm auf dem Boden liegt, ist sehr kahl und durch das Licht modelliert. Ein weiteres Porträt aus dieser Zeit, das El Greco zugeschrieben wird, ist das Bildnis von Charles de Guise, Kardinal von Lothringen aus dem Jahr 1572. Der sitzende Kardinal hält mit seiner rechten Hand ein Buch offen, in dem das Entstehungsjahr und das Alter des Dargestellten angegeben sind. Der Papagei im Fenster soll die Ambition des Kardinals auf das Amt des Papstes aufzeigen. In Toledo malte El Greco um 1600 mit Ein Kardinal (der Großinquisitor Fernando Niño de Guevara) ein sehr ähnliches Gemälde. Der Porträtierte trägt eine Bügelbrille, die zu der Zeit sehr modern und noch umstritten war. Dieses Attribut weist den Kardinal als dem Neuen aufgeschlossen aus, ebenso wie seine Wahl, El Greco als Künstler zu engagieren.
In Toledo war El Greco ein bedeutender Porträtmaler, der künstlerisch herausragend arbeitete. Das Bildnis eines Edelmannes mit der Hand auf der Brust aus den Jahren 1583 bis 1585 hat eine in der venezianischen Tradition stehende sehr reiche Farbigkeit des Hintergrundes und der Kleidung. El Greco nutzte für das Bild im Gegensatz zu den Madrider Hofmalern eine offene Malweise in der Tradition von Tizian, bei der im vollendeten Bild der Pinselstrich noch immer erkennbar ist. Die Haltung des Dargestellten mit seiner Schwurgeste ist streng. El Greco verzichtete abgesehen vom goldenen Knauf des Degens gänzlich auf Symbolik. Er porträtierte wichtige Persönlichkeiten Toledos wie den Mönch Hortensio Félix Paravicino y Arteaga, Antonio de Covarrubias und Jerónimo de Cevallos. In seinem Spätwerk findet sich zudem das Porträt des Kardinal Tavera, der unter Karl V. Großinquisitor und Regierungschef von Kastilien und zum Zeitpunkt des Malens bereits über ein halbes Jahrhundert tot war.

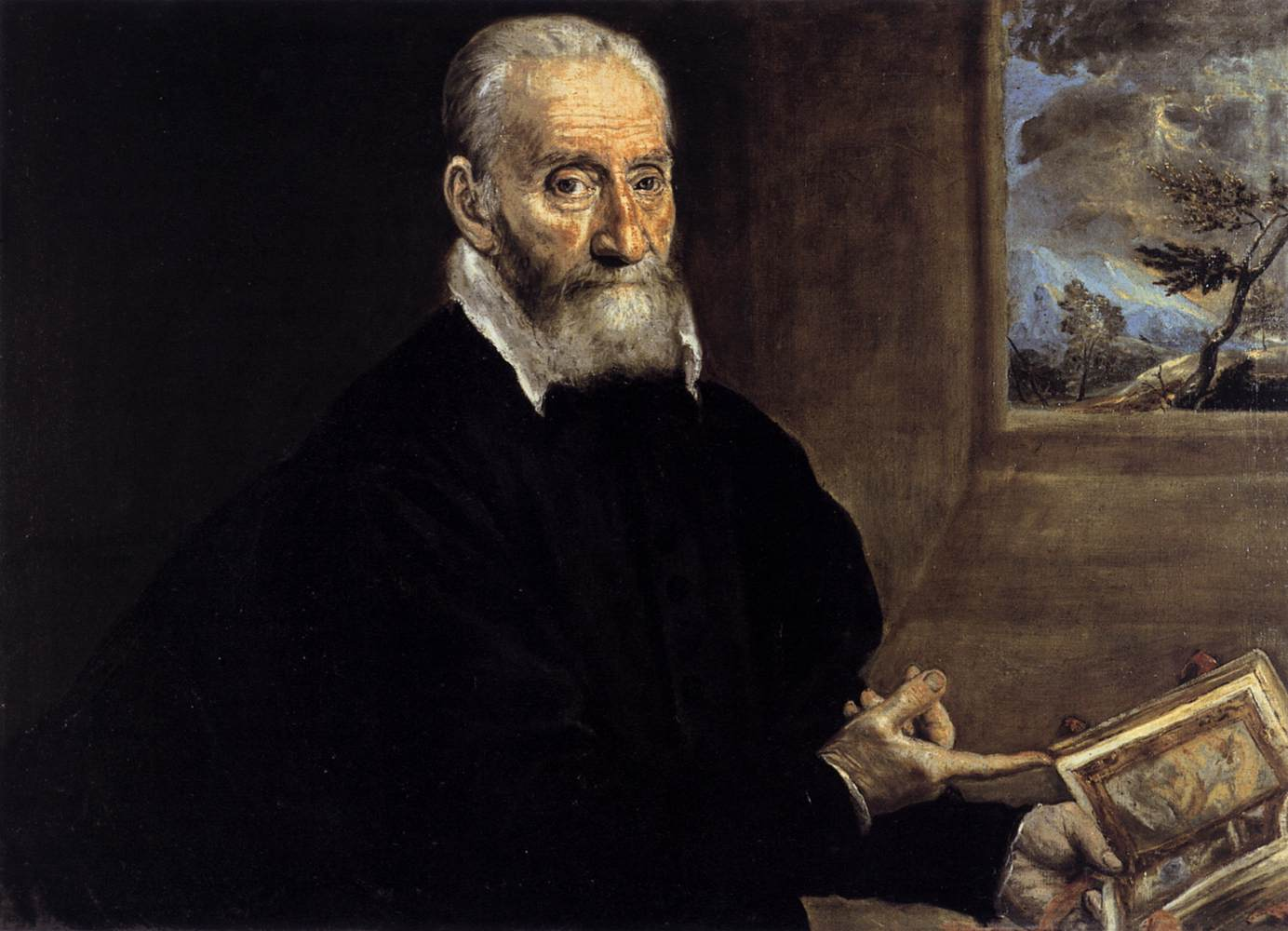
El Greco, Giulio Clovio, 58 × 86 cm, Öl auf Leinwand, um 1570, Museo Nazionale di Capodimonte in Neapel
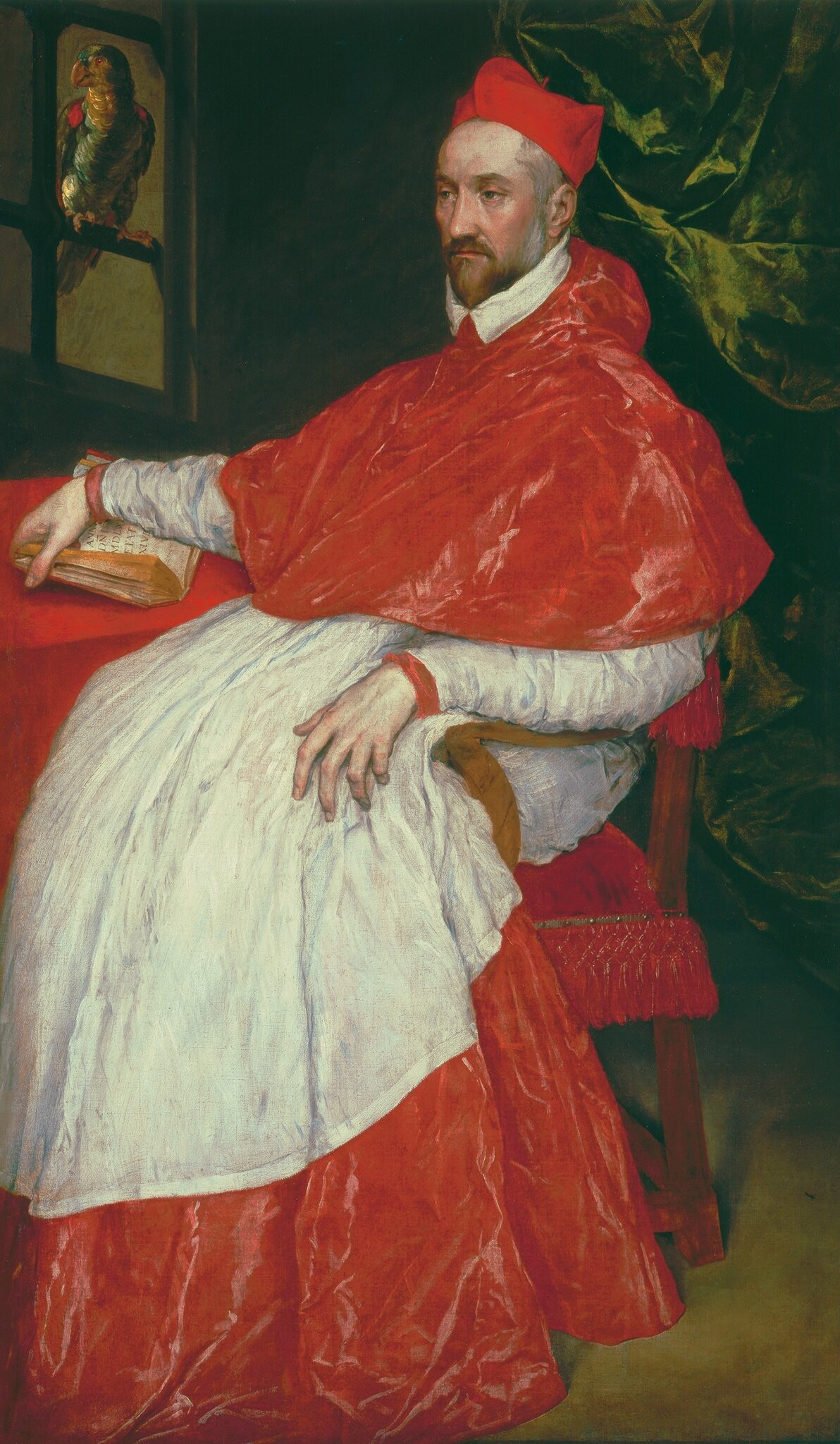
El Greco, Bildnis von Charles de Guise, Kardinal von Lothringen, 178,5 × 94,6 cm, Öl auf Leinwand, 1572, Kunsthaus Zürich
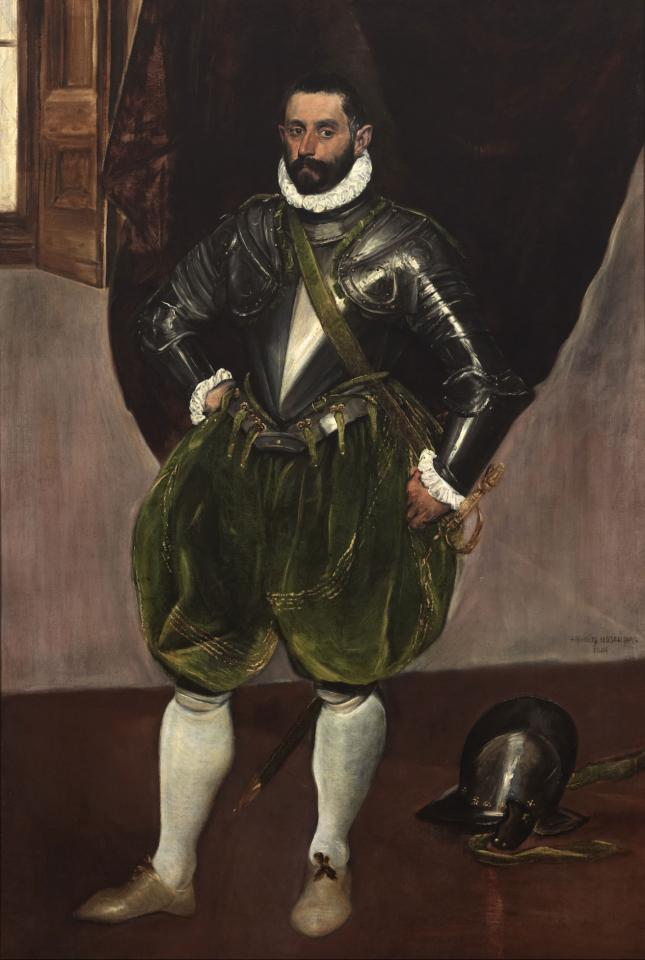
El Greco, Ganzfigurenporträt des Malteserritters Vincenzo Anastagi, 188 × 126,7 cm, Öl auf Leinwand, 1571–1576, Frick Collection in New York City
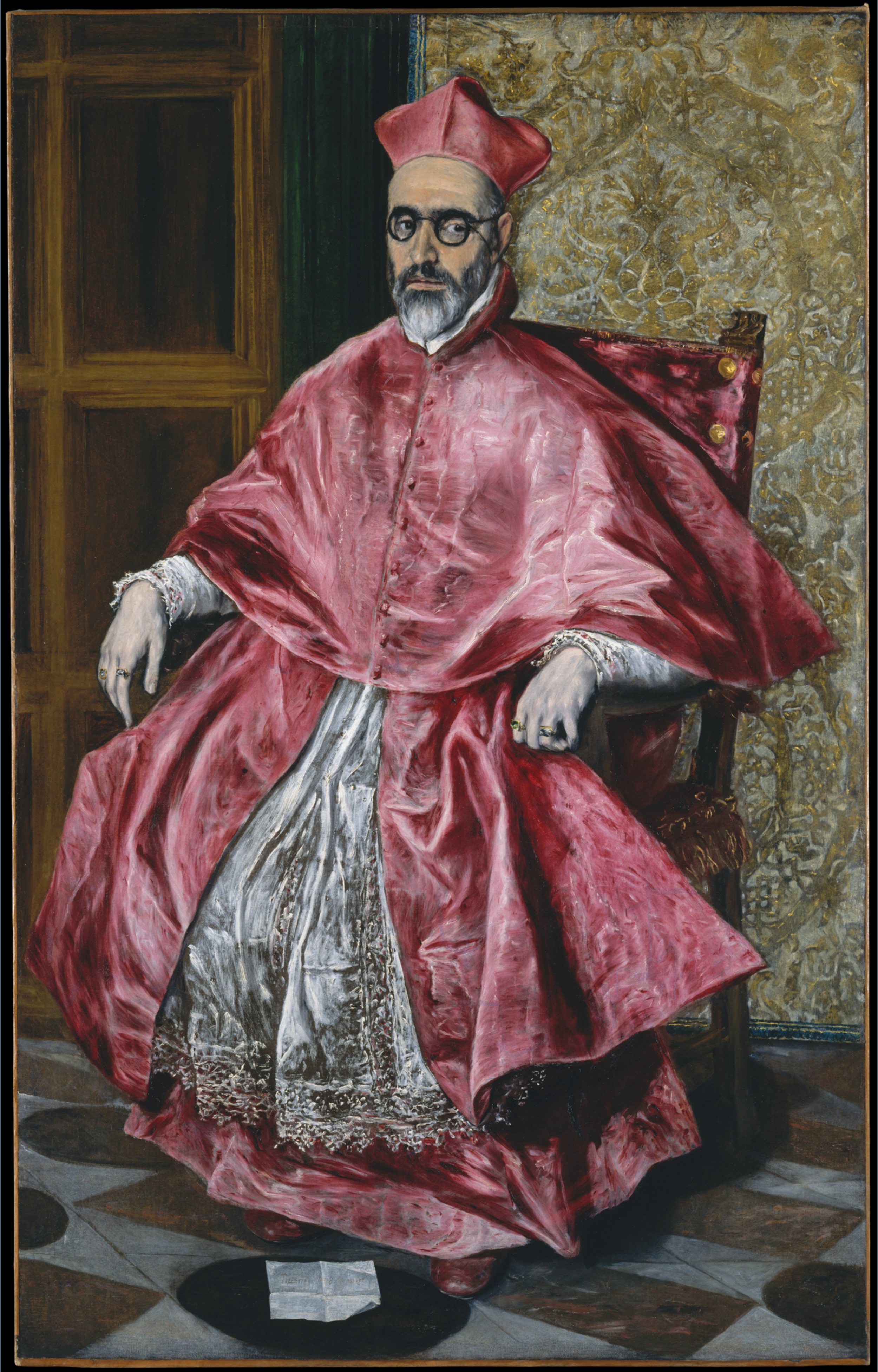
El Greco, Ein Kardinal (der Großinquisitor Fernando Niño de Guevara), 170,8 × 108 cm, Öl auf Leinwand, Metropolitan Museum of Art in New York City

### Genre

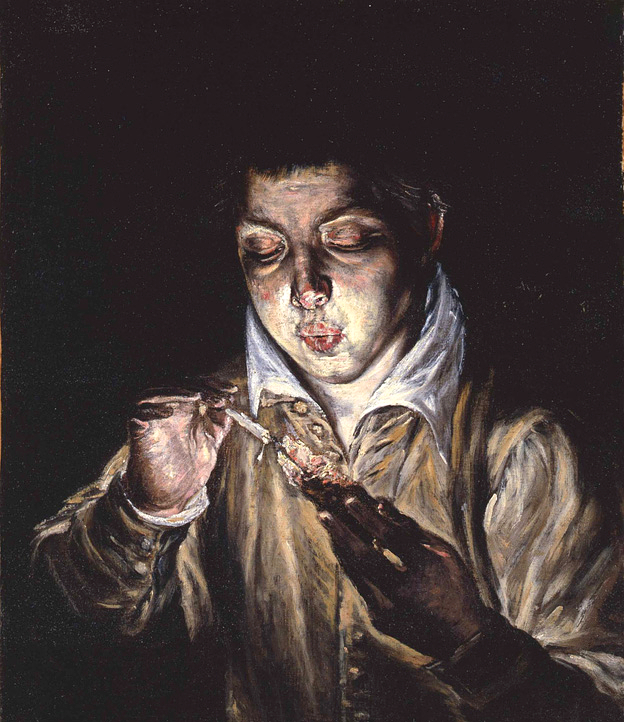
El Greco, Knabe, der eine Kerze entzündet, 60,5 × 50,5 cm, frühe 1570er, Museo Nazionale di Capodimonte in Neapel

Ein kleiner Teil des Werks El Grecos lässt sich der Genremalerei zuordnen. Mit dem Bild Knabe, der eine Kerze entzündet, verwirklichte er eine originelle Bildidee, die er in verschiedenen Versionen und Kopien ausführte. Das in den frühen 1570er Jahren entstandene Gemälde, von dem sich eine Version in der Sammlung Farnese erhalten hat, war wahrscheinliche eine Ekphrasis nach einem Vorbild aus der Antike. Es gab zudem einige Vorläufer in der venezianischen Malerei, wo ein solches Motiv aber in einen größeren erzählerischen Kontext eingebunden worden war. El Greco isolierte eine einzelne Figur, die durch die Lichtregie und die Perspektive von unten in eine besondere Nähe zum Betrachter gesetzt wurde. Dieses Bild sicherte ihm in Rom eine eigene kleine Nische.

### Landschaft
In seinem Spätwerk fertigte El Greco einige wenige Landschaftsgemälde an und ließ Elemente aus ihnen in andere Werke einfließen. So malte er in den Jahren 1597 bis 1599 die Ansicht von Toledo, in der er zum einen auf die bedeutende Geschichte der Stadt und die zu dieser Zeit erfolgten städtebaulichen Neuerungen Bezug nahm. Er schuf eine eigenwillige Sicht auf die Stadt, die sich stark von anderen Darstellungen unterschied und sich nicht um historische Treue bemühte. El Greco malte eine Sicht auf den östlichen Teil der Stadt mit dem Palast, der Alcántara-Brücke, der Burg von San Servando und dem nach rechts versetzten Glockenturm der Kathedrale. Damit steigerte er den Anstieg des Stadtberges in dramatischer Weise. Er ließ zudem die Stadtmauer weg und veränderte im Bild den Flusslauf im Vordergrund. Das höchstgelegene Gebäude auf der rechten Seite ist der Alcázar, das Gebäude unter ihm mit dem Arkadengeschoss als Abschluss entspricht keinem realen Gebäude in Toledo. Es wurde als symbolischer Verweis auf die vielen Stadtpaläste reicher Bürger gedeutet. In einem weiteren Gemälde Ansicht und Plan von Toledo, das zwischen 1610 und 1614 entstand, verlieh der Maler der Stadt eine innere Leuchtkraft, die sie von ihrer realen Existenz in die Richtung des Himmlischen Jerusalem entrückte. Auch in dem Altargemälde Der Heilige Joseph mit dem Christuskind, das zwischen 1597 und 1599 gemalt wurde, und in weiteren Heiligenbildern nahm El Greco in der Landschaft Bezug auf Toledo. Auch im Hintergrund seines Laokoon ist eine Ansicht von Toledo zu sehen.

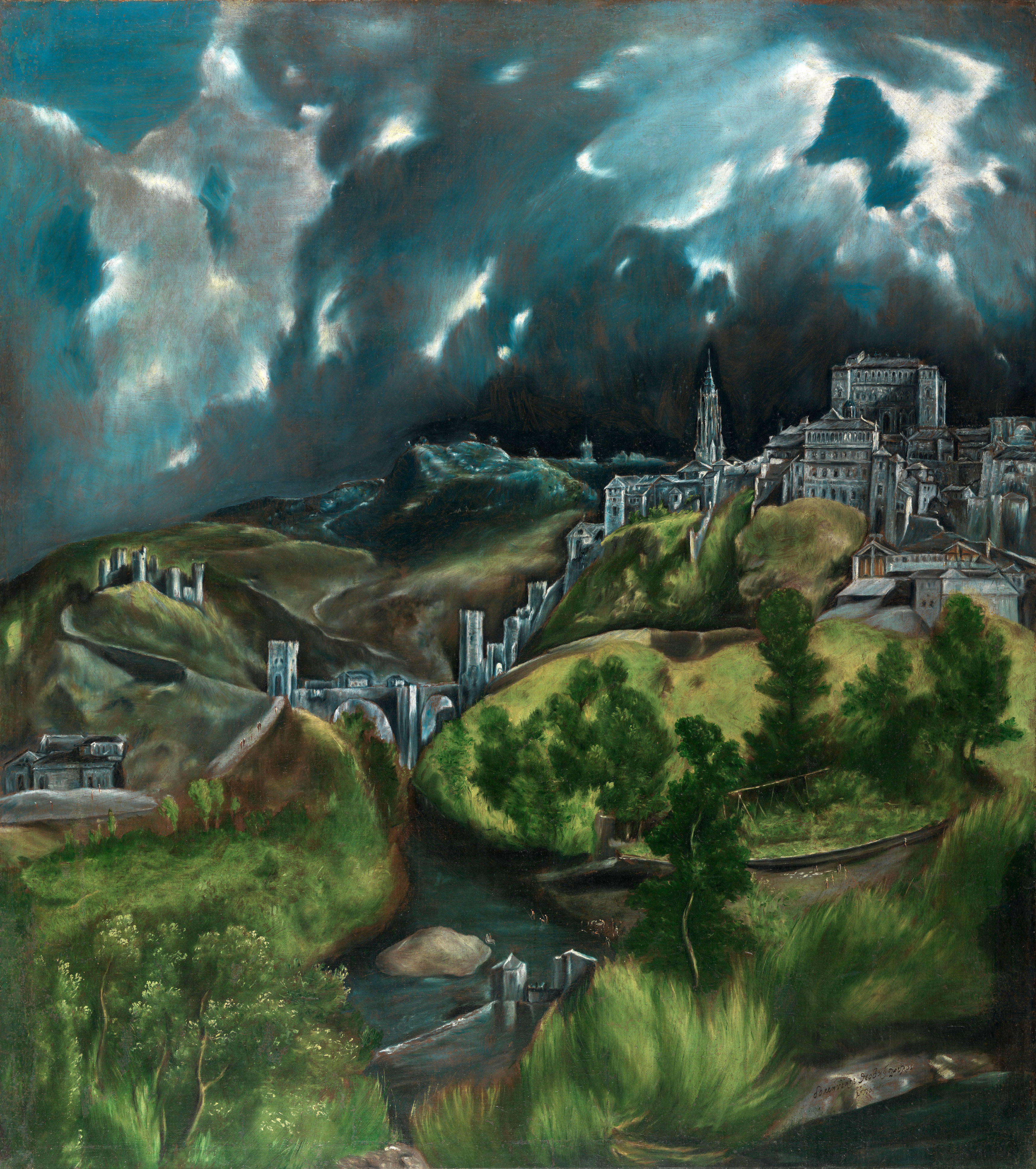
El Greco, Ansicht von Toledo, 121,3 × 108,6 cm, Öl auf Leinwand, 1597–1599, Metropolitan Museum of Art in New York City
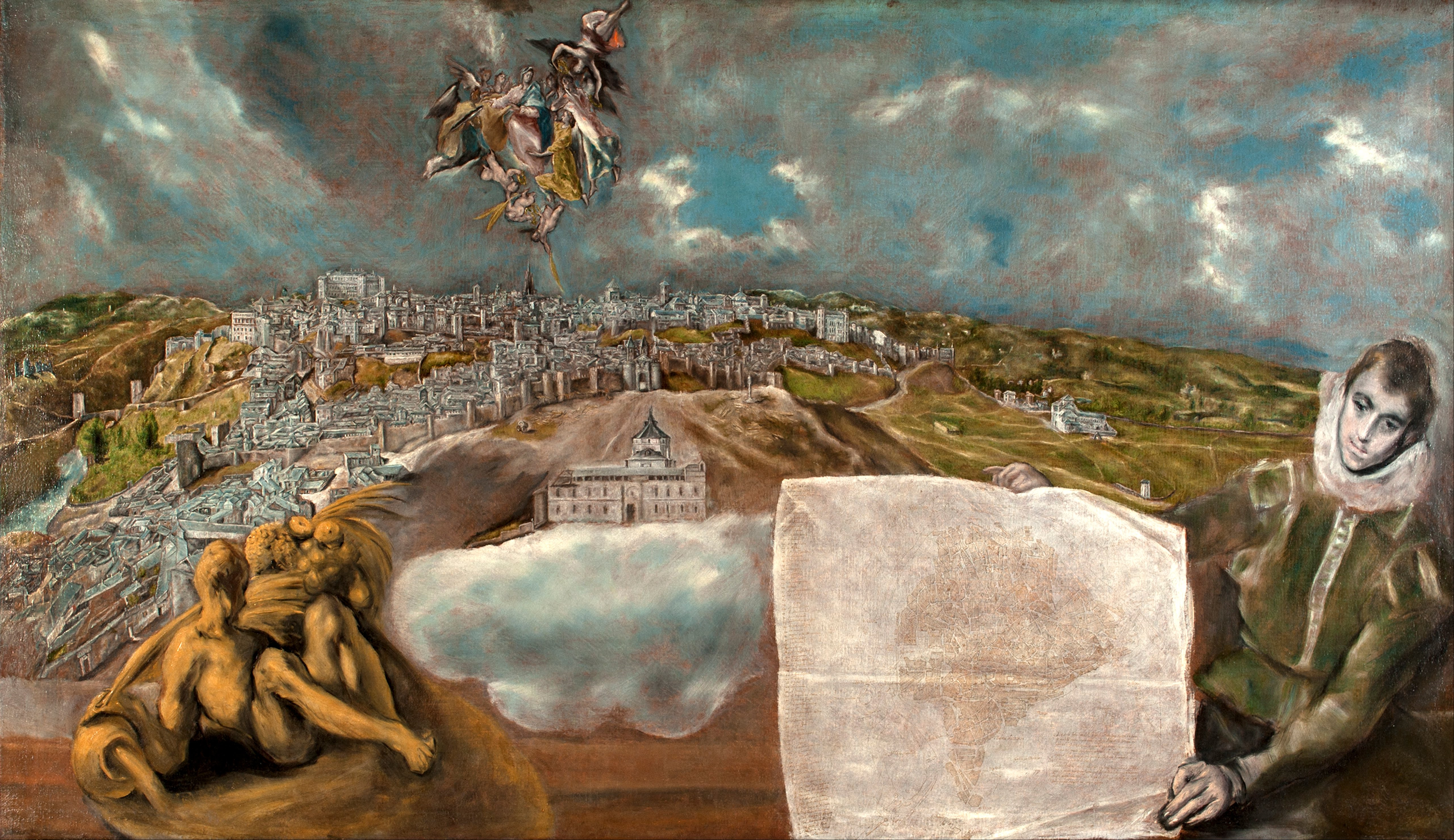
El Greco, Ansicht und Plan von Toledo, 132 × 228 cm, Öl auf Leinwand, Museo del Greco in Toledo

### Skulptur
El Greco entwarf für viele seiner Altargemälde zudem das architektonische Rahmenwerk und den Skulpturenschmuck. Damit verschaffte er sich zusätzliche Einnahmen, vor allem den Umstand nutzend, dass damals die Skulptur in Spanien höher geschätzt und besser entlohnt wurde als die Malerei. Jedoch führte er diese Skulpturen meist nicht persönlich aus, sondern beauftragte andere Bildhauer. Dennoch stellte er wohl vor allem kleinere Skulpturen in verschiedenen Techniken her, die er meist als Modelle nutzte, wie er es bei Jacopo Tintoretto kennengelernt hatte. Diese Figuren aus Gips, Wachs oder Ton waren jedoch nicht sehr haltbar und gingen im Laufe der Zeit verloren. Daneben gab es eine Holzfigur, die sich im Besitz des Sohnes befand und zu Andachtszwecken genutzt wurde.
Es sind nur wenige Skulpturen El Grecos erhalten geblieben, zu denen zudem nur wenige Erkenntnisse vorliegen. Sie bezeugen vielfältige Einflüsse und sind damit für das Werk des Künstlers charakteristisch. Zu den heute noch erhaltenen Skulpturen zählen Epimetheus und Pandora, die zwischen 1600 und 1610 geschaffen wurden. Als Aktfiguren sind sie für die spanische Kunst der Renaissance ungewöhnlich. Zudem war das mythologische Thema nicht üblich, entsprach jedoch der humanistischen Bildung des Künstlers und seines Umfeldes in Toledo. Zudem wurde der Mythos von Epimetheus und Pandora zu dieser Zeit als heidnische Version von Adam und Eva interpretiert. Technisch führte El Greco sie in spanischer Tradition in polychromatischem Holz aus. Von der Gestaltung her ähneln die Figuren dem Manierismus von Alonso Berruguete, jedoch ist die Darstellung der Körper zugleich eine individuelle Gestaltungsweise El Grecos, die sich auch in seiner Malerei findet. Eine weitere erhalten gebliebene Skulptur ist ein Auferstandener Christus, den El Greco um 1595/1598 schuf. Sie war Teil des Tabernakels des Hauptaltars im Hospital de San Juan Bautista in Toledo. Die Haltung ähnelt gemalten Christusfiguren El Grecos dieser Zeit. Der männliche Akt war für das Spanien des 16. Jahrhunderts ein ungewöhnliches Sujet, wie etwa Harold E. Wethey betonte. Somit ging El Greco auch in der Skulptur seinen eigenen künstlerischen Weg.

### Kunst- und Architekturtheorie
Neben seiner künstlerischen Tätigkeit setzte sich El Greco auch mit der Kunst- und Architekturtheorie auseinander. Seine Überlegungen sind aber nur in Fragmenten als Annotationen in Büchern aus seiner Bibliothek überliefert. Sie zählen zu den wertvollsten handschriftlichen Dokumenten El Grecos. Im 17. Jahrhundert kursierte in Spanien ein Traktat El Grecos mit seinen theoretischen Überlegungen, welches der Künstler dem König präsentiert hatte. Diese Schrift ist jedoch verlorengegangen.
Die heute bekannten Überlegungen finden sich als Anmerkungen in einer Ausgabe von Giorgio Vasaris Viten und Vitruvs De architettura aus der Bibliothek des Künstlers. Insgesamt umfassen die Äußerungen El Grecos 18.000 Wörter, 7.000 zu Vasari, 11.000 zu Vitruv. Im Hinblick auf seine Position in Spanien ist bemerkenswert, dass er die religiöse Funktion der Kunst in den bekannten Äußerungen nicht behandelte. Hingegen stellte El Greco die Autonomie des Künstlers in Bezug auf die Gestaltung des Bildes heraus. Er betonte die Erkenntnisabsicht der Malerei in Hinblick auf Philosophie und Naturalismus. In seinen Anmerkungen setzte er sich von der mathematisch-theoretischen Richtung ab, die stark auf ein Studium der Proportionen abzielte. Außerdem wandte sich El Greco gegen den Klassizismus, der in der Tradition Michelangelos in Spanien populär geworden war. Die Viten forderten den Maler zur Stellungnahme heraus. Er lobte Tizian, während er Michelangelos Farbbehandlung und Raffaels starke Antikenrezeption kritisierte. Zudem lehnte El Greco Vasaris Modell des Verlaufs der Kunstgeschichte ab, das die byzantinische Kunst, aus deren Tradition El Greco selbst stammte, als plump und der italienischen Kunst unterlegen betrachtete.

## Rezeption
Die Rezeption El Grecos fiel im Laufe der Zeit sehr unterschiedlich aus. Er wurde nicht vom Adel gefördert, sondern stützte sich vor allem auf Intellektuelle, Geistliche, Humanisten und andere Künstler. Nach seinem Tod wurde seiner Kunst wenig Wertschätzung zuteil und sie wurde zum Teil gar nicht beachtet. Seine langsame Wiederentdeckung setzte im 19. Jahrhundert ein, um 1900 hatte El Greco dann seinen Durchbruch. Dieser war weniger von der Kunstwissenschaft getragen, sondern von Schriftstellern, der Kunstkritik und der künstlerischen Avantgarde.

### Zeitgenössische Rezeption

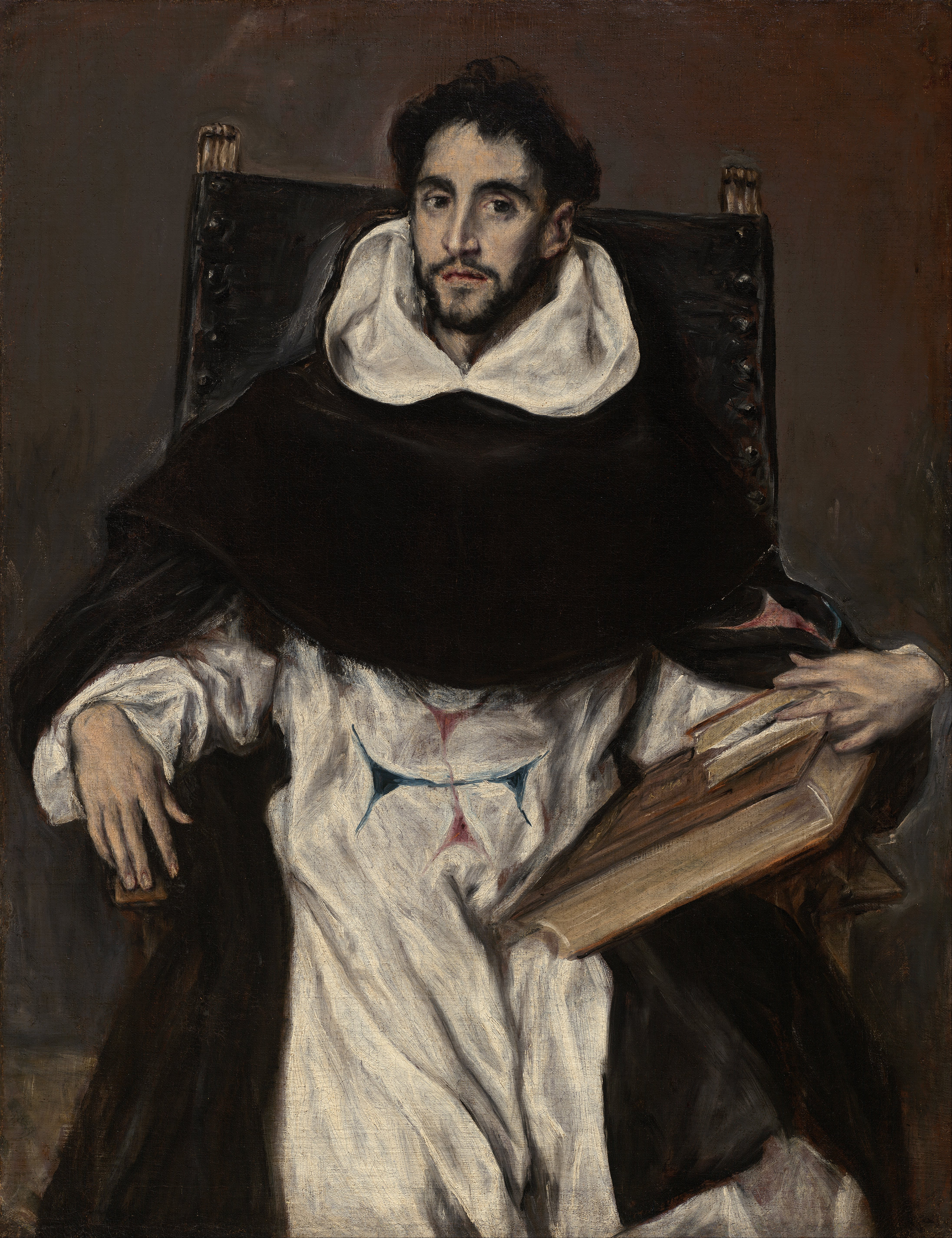
El Greco, Porträt des Fray Hortensio Félix Paraicino, 112,1 × 86,1 cm, Öl auf Leinwand, um 1609, Boston Museum of Fine Arts in Boston

El Greco war die herausragende Künstlerpersönlichkeit im Spanien von Philipp II. und Philipp III. Sowohl künstlerisch als auch mit seinem Auftreten, mit dem er sich als Künstler ins Zentrum seines Schaffens rückte, wirkte er revolutionär, was bei seinen Zeitgenossen zum einen Bewunderung, zum anderen aber auch Ablehnung hervorrief. Er suchte nach neuen Ausdrucksformen und reformierte die Ikonographie und die Bildthemen der religiösen Malerei. Zu seinem Lebensende hin wandte er sich in seiner Kunst wieder seinen Anfängen als kretischer Ikonenmaler zu und ließ sich damit insgesamt nur schwer in die spanische Kunst des beginnenden 17. Jahrhunderts einordnen. Selbst sein Sohn setzte seinen Individualstil nicht fort. Dennoch wirkte sein Werk als Vorbereitung des Barock.
Aufgrund seines Werkes und Auftretens war El Greco zu Lebzeiten bereits eine Berühmtheit, ihm wurde jedoch abseits seiner Porträts und seiner koloristischen und naturalistischen Werke wenig Wertschätzung zuteil. Zeitgenössische Zeugnisse stammten etwa von Alonso de Villegas, Francisco de Pisa und dem Italiener Giulio Mancini, dessen um 1615 entstandene Aufzeichnungen jedoch erst 1956 publiziert wurden. Auch Pacheco hatte El Greco in Toledo besucht. Er malte ein Porträt von ihm und schrieb eine Biographie, die jedoch beide verloren gingen. Der Mönch Hortensio Félix Paravicino y Arteaga lobte El Greco in seinem 1641 erschienenen Werk Obras postumas, divinas y humanas. In ihm befand sich ein Sonett, in dem er das von ihm geschaffene Porträt seiner selbst pries. In vier weiteren Sonetten lobte er zudem allgemein die Kunst El Grecos.

### Forschungsgeschichte
Auf Basis der Zeugnisse direkter Zeitgenossen schrieb der Maler und Kunstschriftsteller Palomino El Greco zu, dass dieser mit der Weigerung, die Handwerkssteuer zu zahlen, dazu beigetragen habe, dass die Malerei in Spanien zu den „freien Künsten“ aufstieg. Zwar ging es dem Künstler dabei vor allem um seinen eigenen finanziellen Vorteil, dennoch trug sein Auftreten dazu bei, dass die Bildende Kunst in Spanien sich aus dem Handwerk zu lösen begann. Zugleich kritisierte Palomino das Spätwerk von El Greco, der sich im Versuch, sich von Tizian abzusetzen, weniger kräftigen Farben und verrenkten Zeichnungen zugewandt habe. Trotz der zeitlichen Nähe zu El Greco, der noch keine hundert Jahre tot war, überlieferte Palomino jedoch auch größere Fehlinformationen. 1776 schrieb Antonio Ponz in seinem Werk Reise durch Spanien, in dem er die Kunstschätze Spaniens verzeichnete, über El Grecos Altar für die Kathedrale von Toledo, dass „schon allein diese Gemälde ausreichen, um El Greco unter den Malern den höchsten Ruhm zu sichern.“ Auf Palominos Beschreibung baute im Jahre 1800 Juan Agustin Ceán Bermúdez auf, der einige weitere Informationen aus dem Monasterio de Santo Domingo de Silos (el Antiguo) hinzufügte. Das Schaffen El Grecos ordnete er zwischen Verrücktheit und Vernunft ein. In den 1840er Jahren veröffentlichte William Stirling-Maxwell die erste Publikation mit einer Abbildung eines Gemäldes von El Greco.
Infolge der Wiederentdeckung El Grecos durch Maler und Künstler des 19. und frühen 20. Jahrhunderts gab es zahlreiche Veröffentlichungen, die sich oftmals weiter von der historischen Realität entfernten. Autoren und Philosophen wie Maurice Barrès, Benito Pérez Galdós, Gregorio Marañón, Max Raphael, Carl Einstein, Julius Meier-Graefe und Rainer Maria Rilke näherten sich El Greco auf einer eher subjektiven Ebene und versuchten, neue Interpretationen abseits der bis dahin allgemein anerkannten Positionen zu finden. Hinzu kam, dass die Kunstgeschichte als Fach in Spanien noch nicht so gut entwickelt war. Nach historischem Erkenntnisgewinn strebten andere Autoren wie etwa Elías Tormo, Fracisco Navarro Ledesma, Max Dvořák und Carl Justi. Justi, der ein Pionier der Spanienforschung in der Kunstgeschichte war, stand El Grecos Werk eher kritisch gegenüber, schätzte jedoch dessen Porträts. Einige Kunstkritiker erklärten den Stil des Spätwerks mit einer Augenkrankheit. Jedoch zeigen die detailliert ausgeführten Gemälde eindeutig El Grecos Kunstwollen. 1910 veröffentlichte der Kunstkritiker Julius Meier-Graefe sein Buch Spanische Reise, in dem er El Greco besonders lobte. Damit begleitete er einen wichtigen kunstkritischen Orientierungswechsel weg vom Impressionismus und hin zum Expressionismus. Für Meier-Graefe hat El Greco besondere Kraft aus seinem Mangel an Heimat gezogen. Seine scheinbaren Defizite im westlichen Kunstzusammenhang als byzantinisch ausgebildeter Ikonenmaler habe er zu seiner Stärke entwickelt und somit einen starken Individualstil gefunden. Zwischen 1911 und 1931 arbeitete August Liebmann Mayer an seinem Werk zu El Greco, in dem er historische Fakten mit seiner Kennerschaft verband. Er stand in engem Kontakt mit dem Kunsthändler Tomás Harris.
Die Zahl der Werke El Grecos war umstritten und die Zuschreibungen veränderten sich im Laufe der Zeit. Immer mehr Werke wurden ihm zugeschrieben. Manuel Bartolomé Cossío erweiterte das Gesamtwerk des Malers von 1908 bis 1928 von 174 Gemälden erst auf 235 und dann auf 383. Mayer erweiterte die Zahl von 191 im Jahr 1911 auf 357 im Jahr 1931, zugleich stieg für ihn die Anzahl der Varianten von 145 auf 408. In den beiden Katalogen von 1950 und 1970 von José Camón Aznar wurden 803 Werke El Greco zugeordnet, während Harold E. Wethey in den 1960er Jahren deutlich strengere Händescheidung vornahm und so auf nur 285 gesicherte Werke kam. Die Zuschreibung zu El Greco mit der Händescheidung zwischen eigenhändigen Werken, Werken des Sohnes und Atelierarbeiten erwies sich als schwierig und kompliziert. In den 1930er Jahren kam zudem das künstlerische Werk auf Kreta hinzu, das anfangs kaum zur Kenntnis genommen wurde und umstritten war. Erst infolge der Entdeckung des Marientods 1983 auf Syros, der mit El Grecos vollständigem griechischen Namen signiert ist, setzte sich langsam die Anerkennung des kretischen Werkteils in der Kunstgeschichte durch. Sie wird von der Mehrheitsmeinung getragen, es blieben aber einzelne ablehnende Positionen etwa von Wethey und Jonathan Brown bezüglich des Modena-Triptychons. Problematisch bezüglich der Zuschreibung ist auch, dass El Grecos Werke ein beliebtes Handelsgut sind. Infolge der Desamortisation des Kirchenbesitzes 1935 und der Ausstellungen und Publikationen um 1900 wurden Werke des Malers beliebte Sammelobjekte. Damit liegt ein Interesse an der Zuschreibung zu El Greco auch bei unklaren und umstrittenen Werken vor. Hinzu kamen Restaurierungen, die mit der Maßgabe ausgeführt wurden, den Bildern eine expressionistische Ausdrucksweise zu verleihen, um damit den Geschmack des Publikums zu treffen.
Die Quellenlage zu El Greco hat sich mit der Zeit stark verbessert. Zu seiner Zeit in Spanien gibt es über 500 Dokumente. Mittlerweile sind auch vier Dokumente zu seiner Zeit auf Kreta, eines zu seinem Venedig-Aufenthalt und fünf zu seinem Aufenthalt in Rom bekannt. Zudem wurden einige theoretische Überlegungen El Grecos bekannt, die er als Anmerkungen in Büchern aus seinem Besitz hinterließ.

### Künstlerische Rezeption

#### Bildende Kunst
El Greco wurde bereits im 17. Jahrhundert in geringem Umfang künstlerisch in Spanien rezipiert, auch wenn sich keine Nachfolge in seinem Individualstil ausbildete. Diego Velázquez besaß drei Porträts von El Greco und lehnte sich in seiner Modellierung durch Licht an dessen Malweise an. Die römische Barockkunst nahm die Existenz der Kunst El Grecos jedoch kaum zur Kenntnis. In Spanien wurden besonders während des Klassizismus und der Aufklärung um 1800 die Werke El Grecos abgelehnt und der Künstler etwa aus dem Umfeld Goyas heraus kritisiert.
Der erste Schritt zur Aufwertung des Schaffens El Grecos war 1838 die Eröffnung der Spanischen Galerie im Louvre durch König Louis-Philippe I. In ihr wurden neun Gemälde des Künstlers präsentiert. Aber erst um 1900 wurde El Greco durch spanische Intellektuelle und Künstler, die auf der Suche nach einer nationalen Identität waren, als für Spanien typischer Maler rezipiert. Dabei nahm Ignacio Zuloaga eine führende Rolle ein. Er kopierte 1887 erste Werke El Grecos im Museo del Prado und adaptierte dann einige seiner Motive in eigenen Werken. 1905 erwarb er Die Öffnung des fünften Siegels, das er als „Vorbote der Moderne“ bezeichnete, und verwendete es als Hintergrund in seinem Bild Mis amigos, in dem er einige der wichtigsten Schriftsteller seiner Zeit porträtierte. Beeinflusst von Zuloaga kaufte Santiago Rusiñol 1893 in Paris zwei Werke El Grecos und inszenierte den Transport in sein Haus in Spanien als symbolische Überführung der Werke nach Spanien. Pablo Picasso hatte diese Wiederentdeckung El Grecos in Barcelona und Madrid selber erfahren. In seiner ersten wichtigen Arbeitsphase, der Blauen Periode, verwies sein Bild Das Begräbnis von Casagemas auf Das Begräbnis des Grafen Orgaz. Eine Zeichnung Picassos trug sogar den Titel Yo El Greco („Ich El Greco“). In der Rosa Periode griff er in seinem als Skandal aufgenommenen Gemälde Les Demoiselles d’Avignon Motive aus Die Öffnung des fünften Siegels auf. Auch in den 1950er Jahren setzte sich Picasso in seiner Kunst noch mit El Greco auseinander. In Frankreich kopierte zudem etwa Paul Cézanne Die Dame mit dem Hermelin nach einer Reproduktion, als diese noch eindeutig El Greco zugeschrieben wurde. Julius Meier-Graefe schrieb außerdem von einer inneren Verwandtschaft zwischen Cézanne und El Greco, was in der Folge etwa von Rilke oder von Franz Marc in Der Blaue Reiter aufgegriffen wurde. Das Interesse der französischen Künstler an El Greco war insgesamt groß. Édouard Manet reiste zusammen mit Théodore Duret 1865 nach Toledo. Jean-François Millet und dann Edgar Degas besaß das Porträt Kniender Domingo. Bei Eugène Delacroix findet sich unter anderem eine Pietà, die an El Grecos Komposition angelehnt ist und die wiederum von Vincent van Gogh aufgegriffen wurde. Auch Marcel Duchamp setzte sich zum Ende seines malerischen Werkes etwa mit den Bildern Portrait (Dulcinée) und Le Printemps (Jeune homme et jeune fille dans le printemps) aus dem Jahr 1911 mit El Greco auseinander.

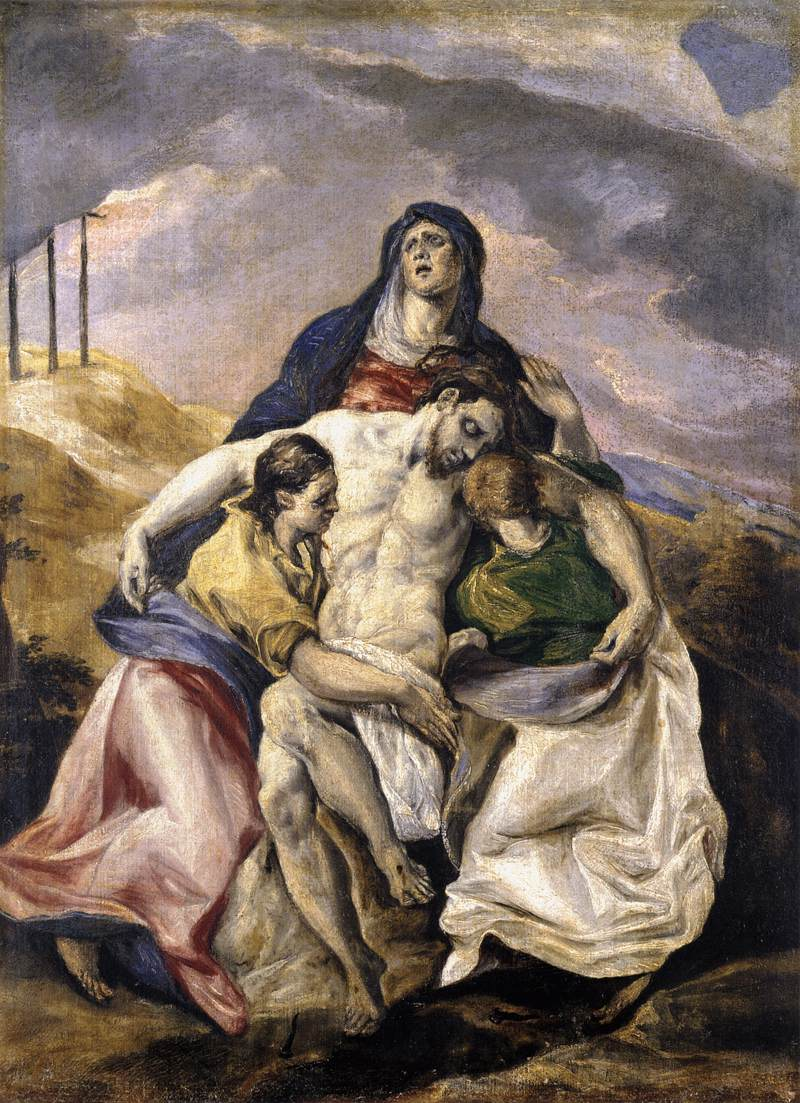
El Greco, Pietà, 66 × 48 cm, Öl auf Holz, frühe 1570er, Hispanic Society of America in New York City.
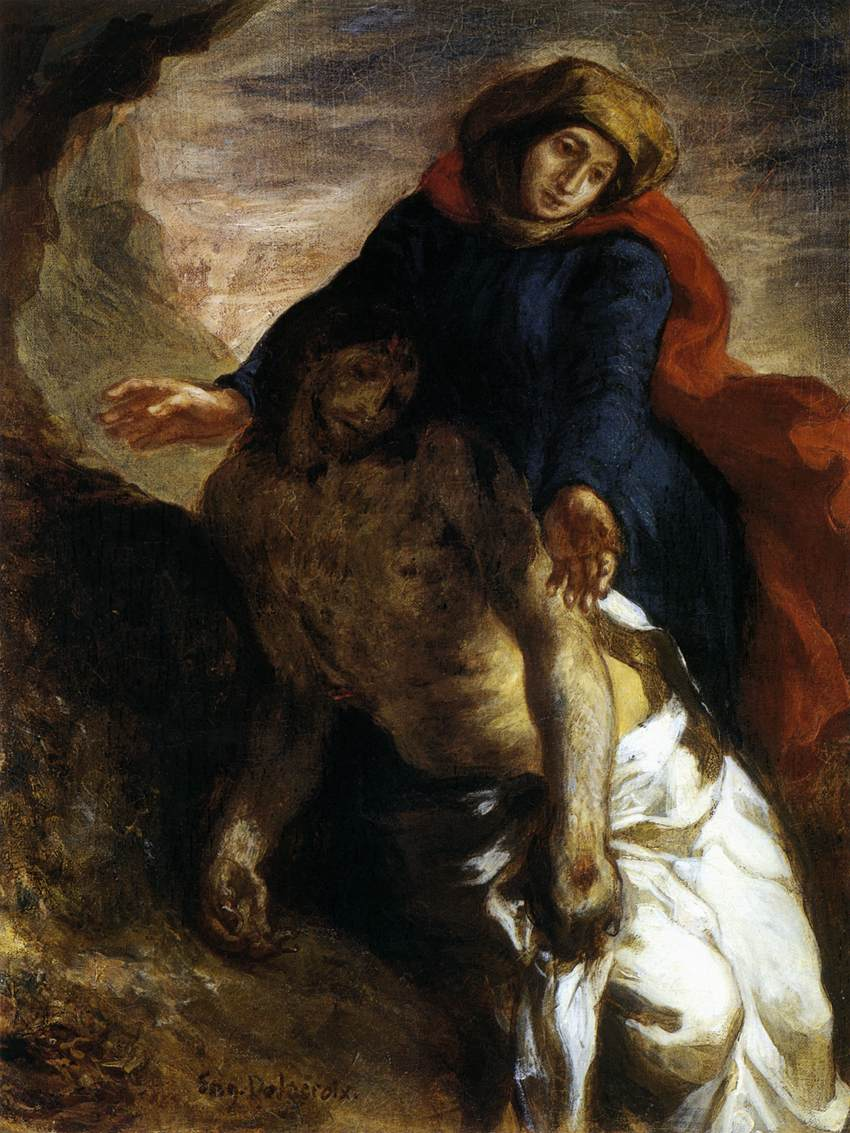
Eugène Delacroix, Pietà, 35 × 27 cm, 1850, Nasjonalmuseet for kunst, arkitektur og design in Oslo
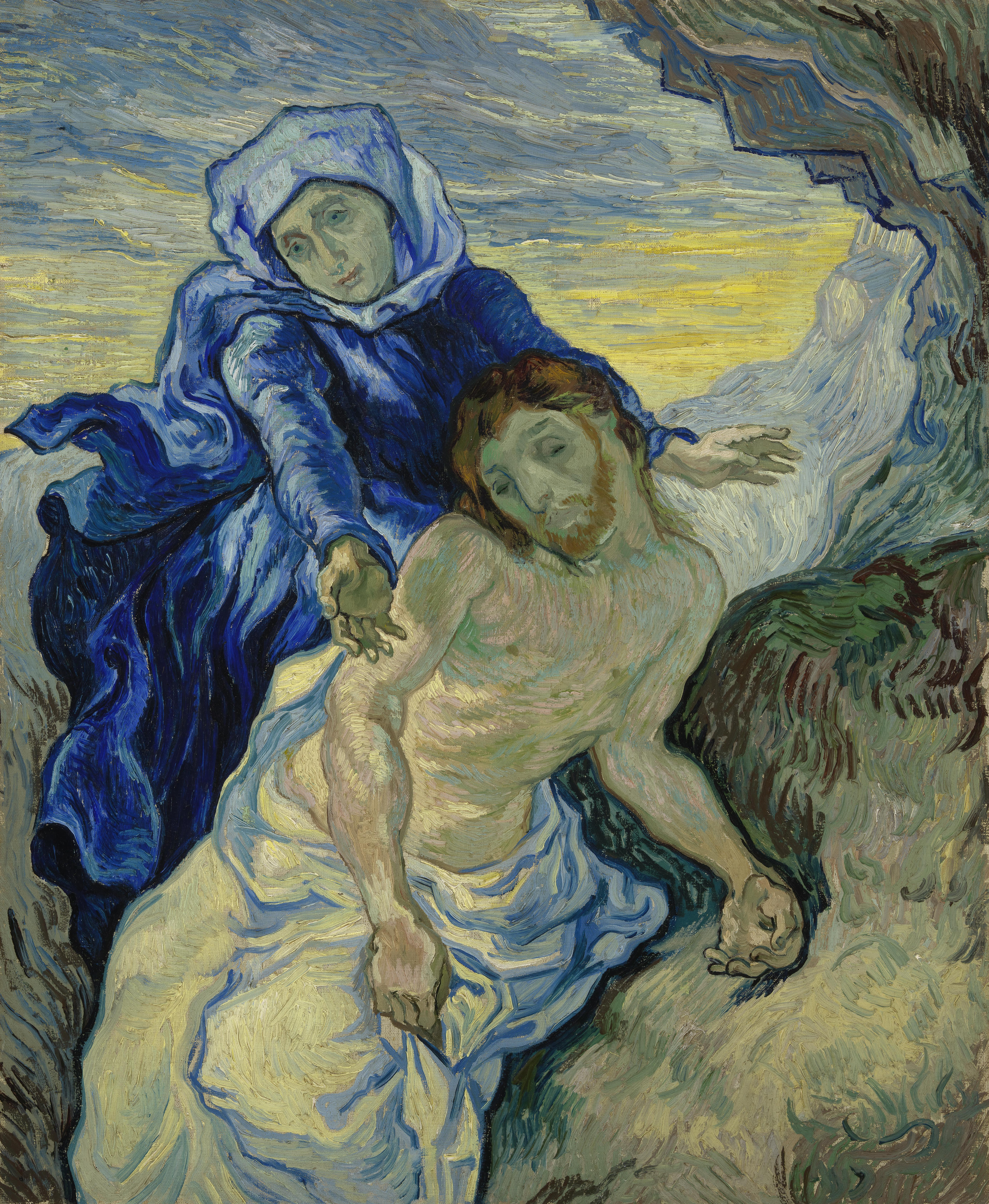
Vincent van Gogh, Pietà (nach Delacroix), 73 × 60,5 cm, 1851, Van Gogh Museum in Amsterdam

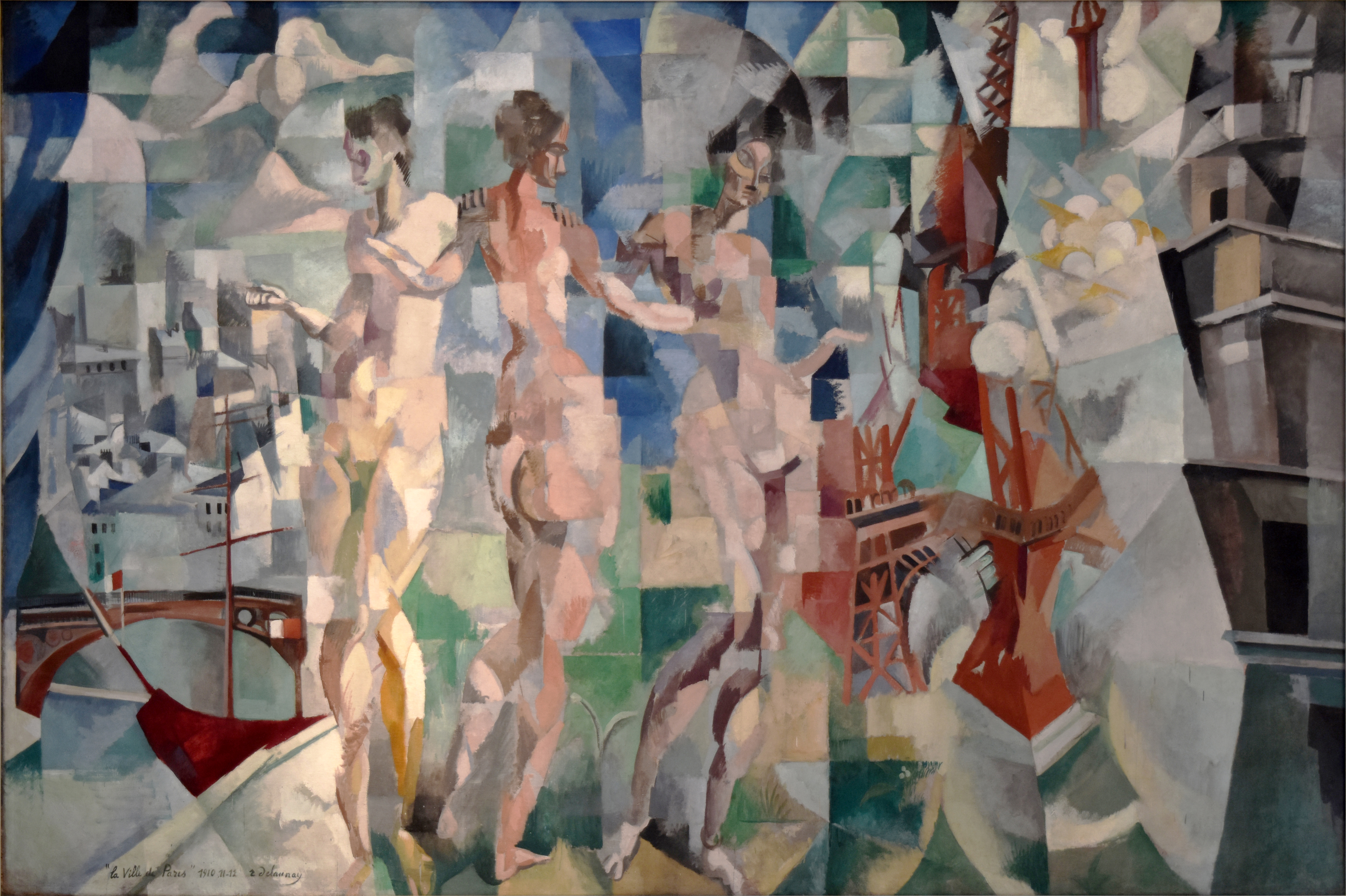
Robert Delaunay, La Ville de Paris, 1910–1912, Centre Pompidou in Paris

In Deutschland hatte Julius Meier-Graefes Buch Spanische Reise bedeutenden Einfluss auf die El-Greco-Begeisterung und beeinflusste die Künstler der Moderne. Karl Hofer ging auf sein Anraten nach Paris, wo er sich gegen Ende seines Frühwerks auch intensiv mit der Malerei des Spaniers auseinandersetzte. Ein weiterer wichtiger Impuls war die Ausstellung der Sammlung des Ungarn Marcell Nemes 1911 in der Alten Pinakothek in München, in der acht Werke El Grecos gezeigt wurden, ergänzt um das eine im Besitz des Museums und die Leihgabe des Laokoon aus Privatbesitz. Die Präsentation wurde etwa von Paul Klee sehr positiv rezipiert. Sie löste auch direkte künstlerische Beschäftigung mit El Greco aus wie etwa bei Antonín Procházka, Emil Filla und Franz Marc. Im unter anderem von Marc verantworteten Almanach Der Blaue Reiter wurde dann auch El Grecos Heiliger Johannes auf einer Doppelseite mit dem Tour Eiffel von Robert Delaunay, die sich beide in der Sammlung von Bernhard Koehler befanden, gezeigt. Marc betont zudem den Zusammenhang zwischen der Wertschätzung für El Greco und dem Aufstieg der zeitgenössischen Kunst. Dieser ideelle Einfluss ist bei Marc deutlich stärker als ein künstlerischer Niederschlag, was auch für August Macke gilt. Die Gegenüberstellung von Delaunay und El Greco ist einschlägig, da dieser den Spanier als einen Einfluss benennt. Sein Gemälde La Ville de Paris greift die rechte Figurengruppe des Bildes Die Öffnung des fünften Siegels auf.
Im Jahre 1912 setzte sich die Befruchtung der Moderne durch El Greco im Rheinland fort. In Köln fand die Sonderbundausstellung statt, die eine besondere Bedeutung für die Avantgarde hatte, und war mit einer Hommage an El Greco verbunden. Wie viele und welche Bilder dort gezeigt wurden, lässt sich nicht mehr rekonstruieren. Wahrscheinlich waren es zwei im Kontext einer retrospektiven Schau mit Werken von für die Moderne wichtigen Künstlern. Zugleich wurde in der Kunsthalle in Düsseldorf die Sammlung Nemes gezeigt, in der auch die zehn Grecos ausgestellt wurden. Bei Walter Ophey, Wilhelm Lehmbruck und Heinrich Nauen, die an der Sonderbundausstellung teilnahmen, ist die Auseinandersetzung mit El Greco nachgewiesen. Bei anderen ist eine solche erkennbar.
Die Rezeption El Grecos setzte sich auch abseits der klassischen Moderne fort. Das Frühwerk von Jackson Pollock war von seiner Beschäftigung mit der Kunst der Renaissance beeinflusst. In den beiden umfangreichsten Zeichenbüchern aus dieser Zeit finden sich einige Skizzen nach Kompositionen von El Greco. Hinzu kommen mehr als 60 lose Blätter mit Zeichnungen nach Werken des spanischen Künstlers. Dabei verwendete er zwei verschiedene Techniken. Zum einen überführte er Kompositionen El Grecos in reduzierte Darstellungen, die die Körper in wenigen dominanten Strichen übertrugen, zum anderen fertigte er detaillierte Studien nach einzelnen Figuren an, wobei Pollock in beiden Fällen individuelle Details wie Hände und Füße wegließ. Neben den Zeichnungen fertigte Jackson Pollock zudem auch Gemälde an, die sich etwa in der Gestaltung von Licht und Schatten an El Greco anlehnten. Zugleich lehnte er aber die Bedeutung der symbolischen Komponenten der Werke El Grecos ab. Bis in die Gegenwart hinein wurde El Greco künstlerisch bearbeitet. So malte Michael Mathias Prechtl in den 1980ern Bilder, die sich mit dem Spanier auseinandersetzen. Dabei schuf er etwa das ironische Werk Das Leben des Lazarillo von Tormes, das sich auf das Porträt Ein Kardinal (der Großinquisitor Fernando Niño de Guevara) bezog, dem er eine vollbusige Frau auf den Schoß setzte. Mit Der Traum Toledo – El Grecos Begräbnis schuf Prechtl ein Bild, das er der Ansicht Toledos des Spaniers nachempfunden hatte.

#### Film
El Grecos Leben wurde mehrmals verfilmt. Aus dem Jahr 1935 stammt die zehnminütige Dokumentation Toledo y El Greco. In den 1940er und 1950er Jahren entstanden weitere Dokumentationen mit dem Namen El Greco en Toledo. Die Dokumentation El Greco en su obra maestra: El entierro del Conde Orgaz aus dem Jahr 1953 beschäftigte sich insbesondere mit dem Bild Das Begräbnis des Grafen von Orgaz, das zu den Hauptwerken des Malers zählt.
Im Jahr 1944 entstand der Kurzfilm Evocación de El Greco. Der erste Langfilm fürs Kino wurde 1966 mit El Greco veröffentlicht. Die Regie führte Luciano Salce, die Hauptfigur spielte Mel Ferrer. In diesem Film wurde das Leben des Malers vor dem geschichtlichen Hintergrund der Vorgänge am spanischen Hof und der Inquisition erzählt. 1976 wurde der spanische Fernsehfilm El caballero de la mano en el pecho von Juan Guerrero Zamora gedreht, in dem José María Rodero den Künstler verkörperte. In dem Film El Greco aus dem Jahr 2007 stellte Nick Ashdon den Maler dar. Der Film zeigte El Greco als einen Vorkämpfer für die Freiheit und erhielt einen Goya für das beste Kostümdesign.